# Carabus

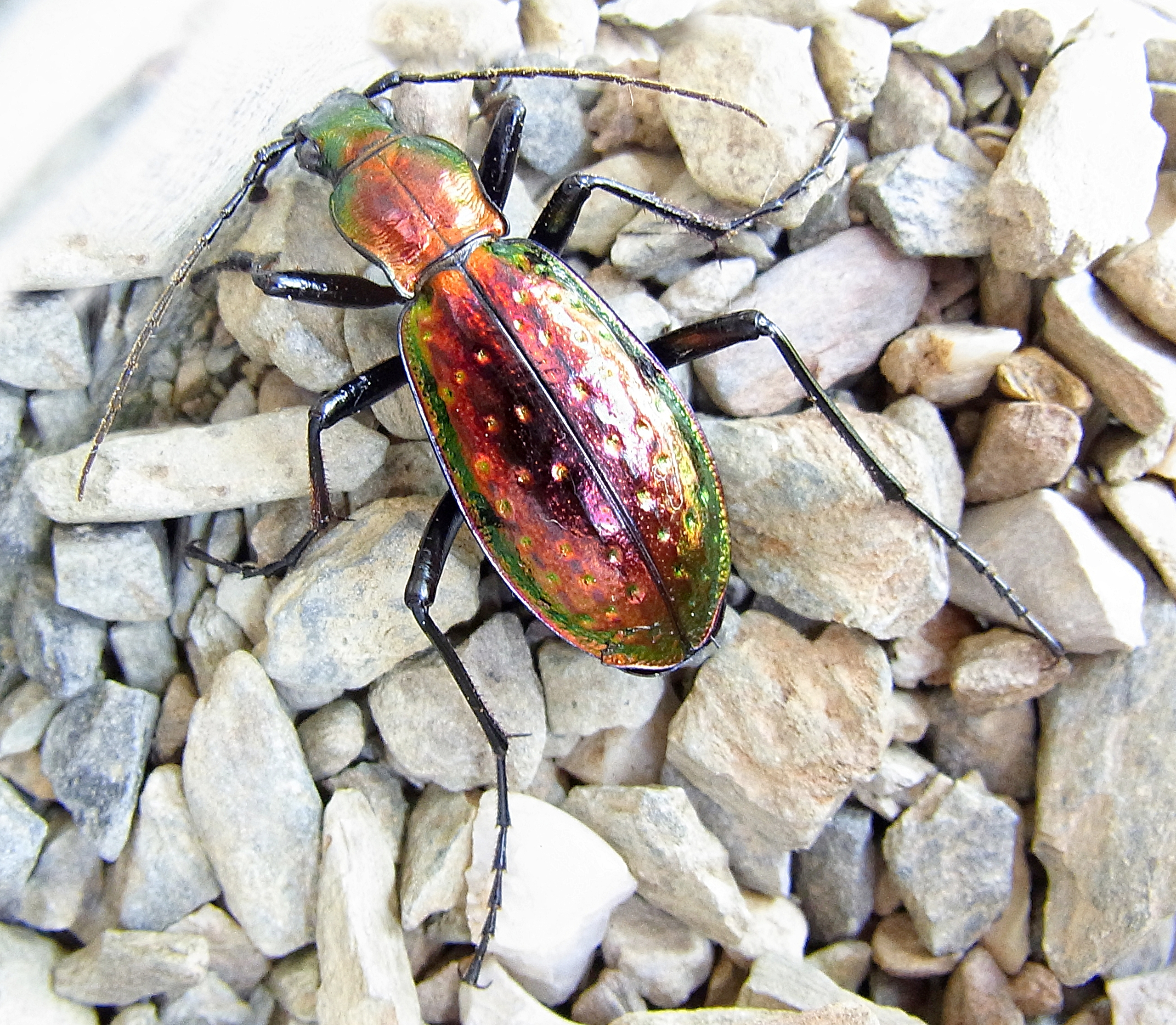
Carabus rutilans

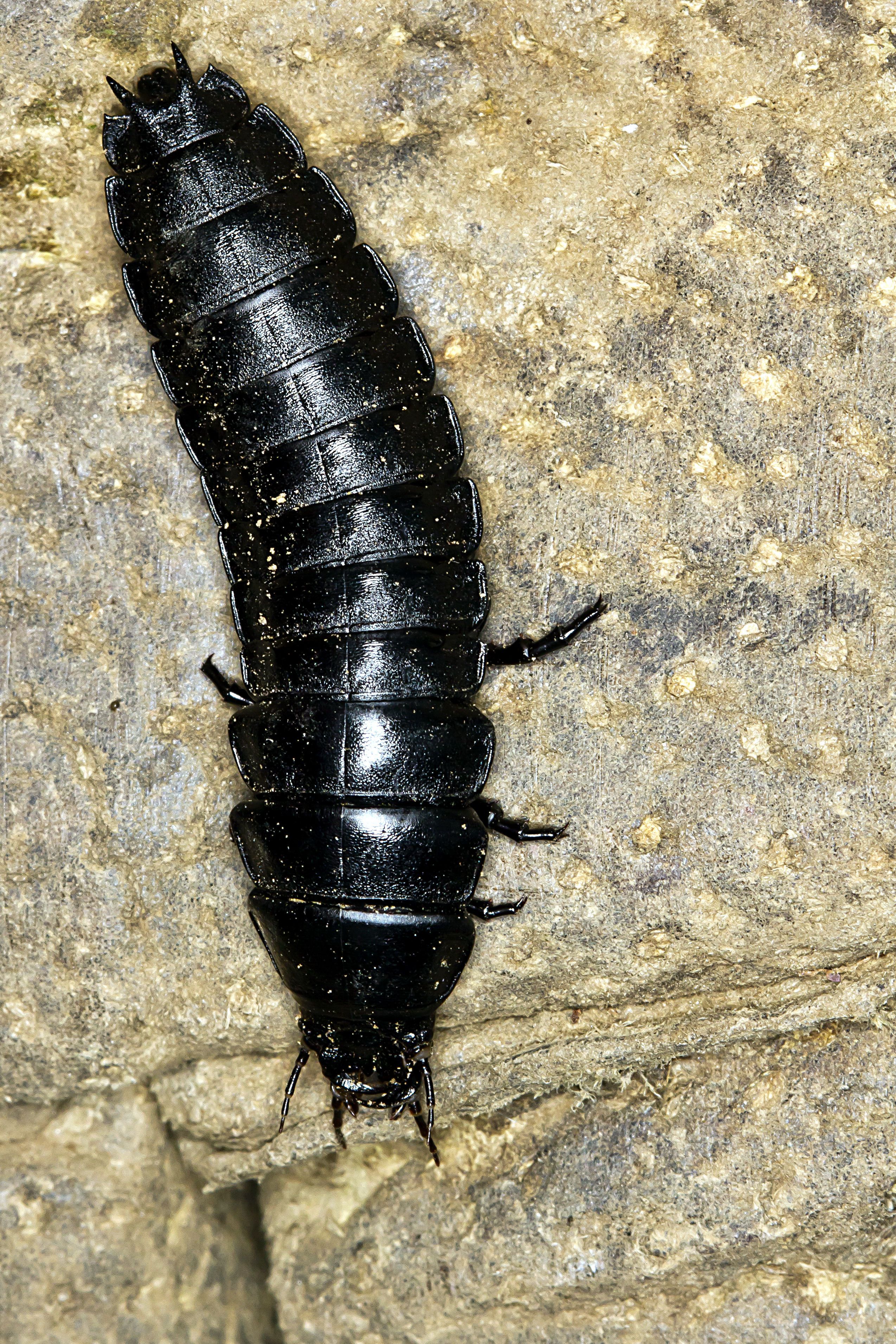
Larwa biegacza

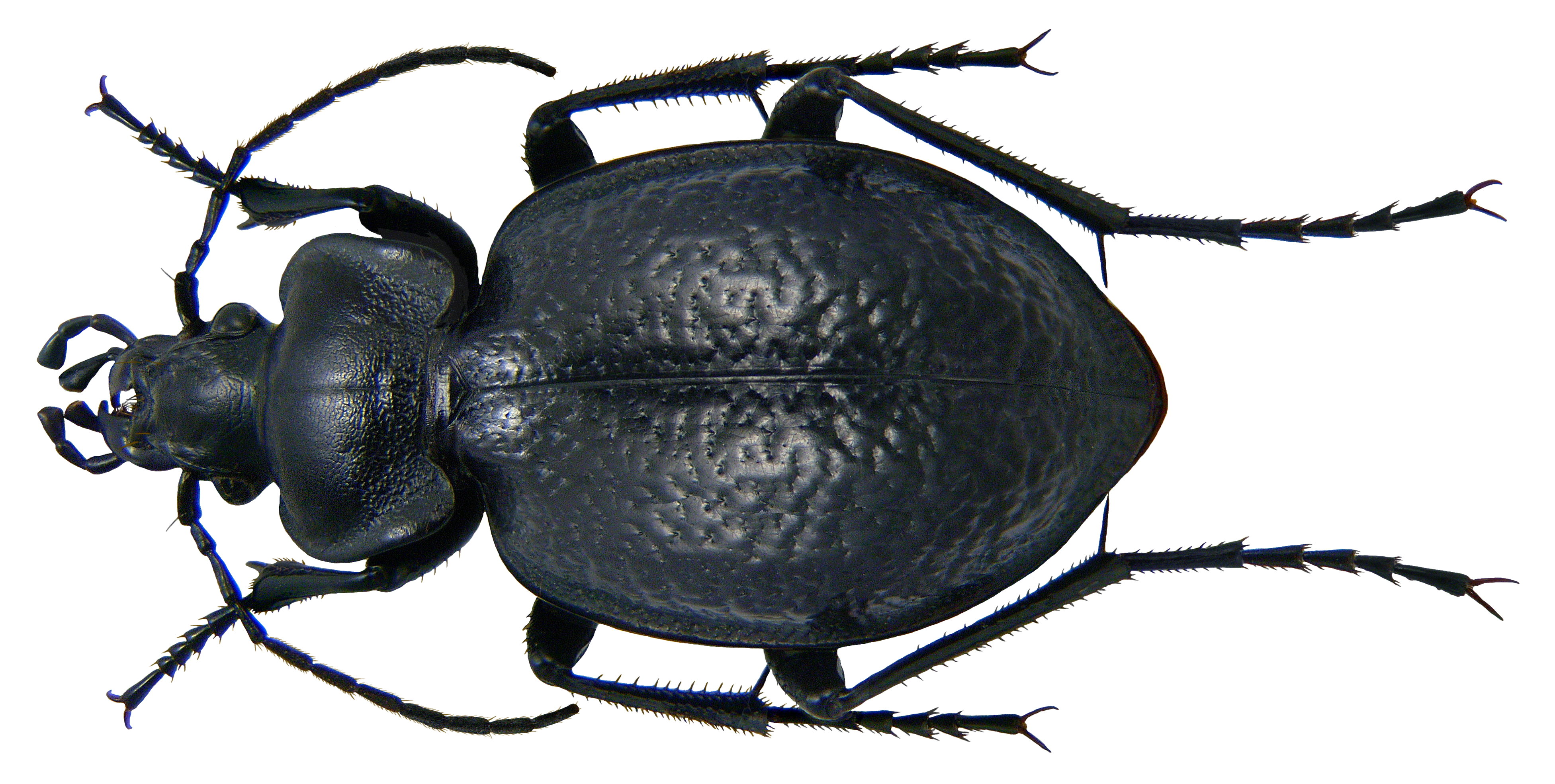
Carabus favieri fezzanus

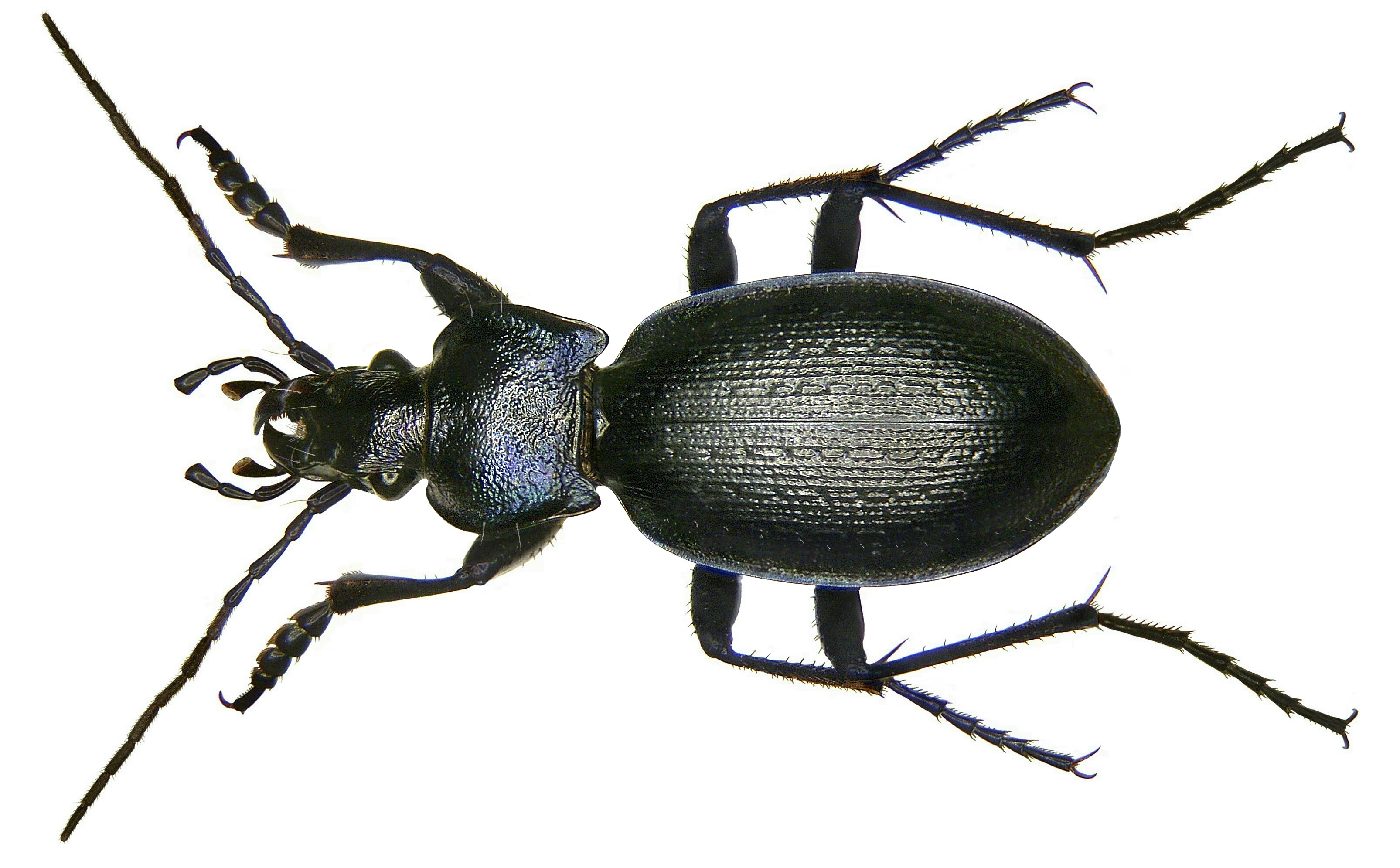
Biegacz problematyczny

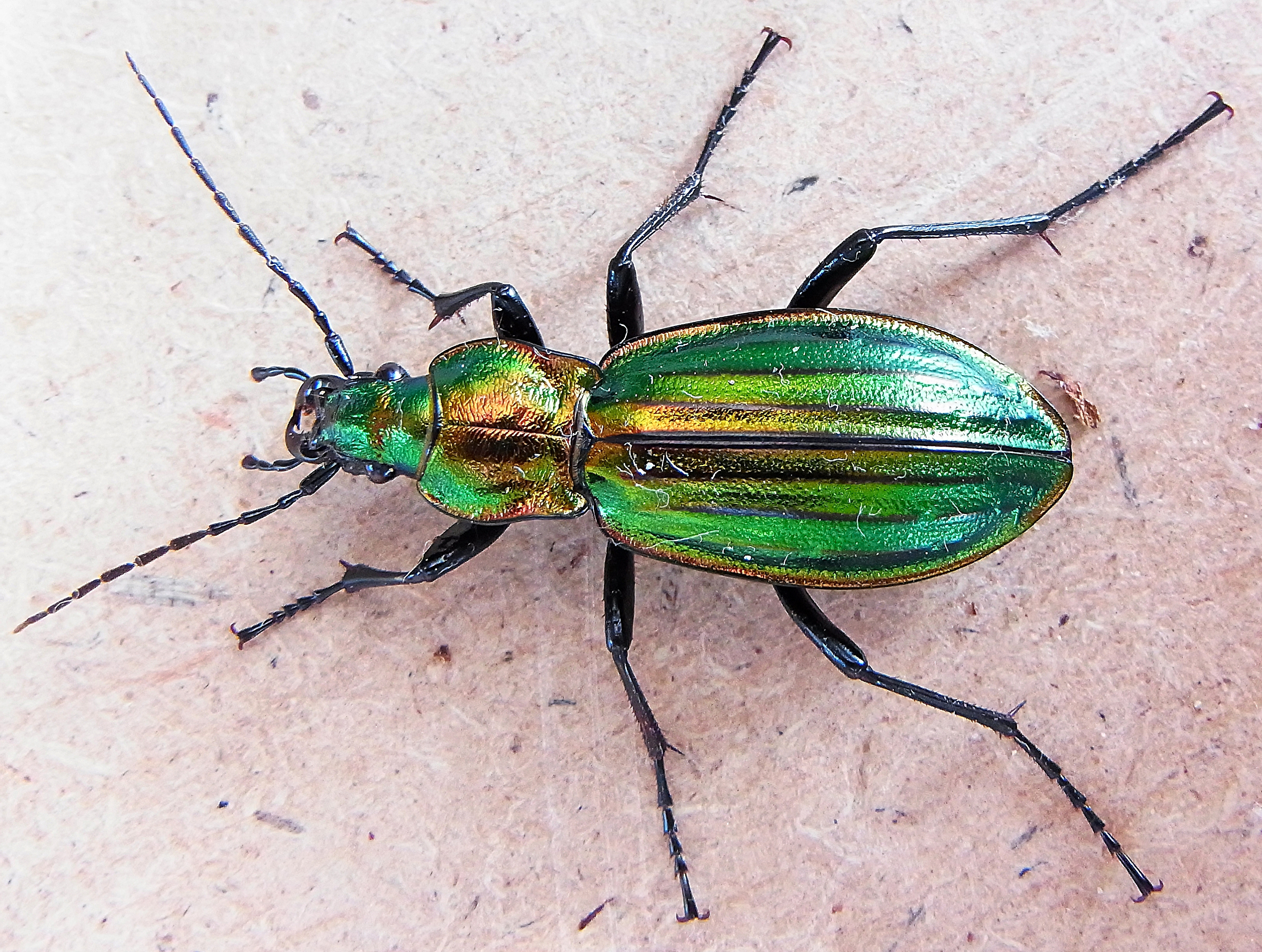
Carabus lineatus

Biegacz (Carabus) – rodzaj dużych i średniej wielkości drapieżnych chrząszczy z rodziny biegaczowatych, podrodziny Carabinae i plemienia Carabini. Obejmuje blisko 900 gatunków, zamieszkujących państwo holarktyczne, głównie krainę palearktyczną. Występują w różnych środowiskach, preferując lasy. Większość nielotna. Kilka gatunków jest zagrożonych.

## Taksonomia
Rodzaj Carabus opisany został w 1758 roku przez Karola Linneusza w dziesiątej edycji Systema Naturae. Opisał on wówczas 31 jego gatunków, z których pięć zalicza się do niego współcześnie: C. coriaceus, C. granulatus, C. nitens, C. hortensis i C. violaceus. Gatunkiem typowym rodzaju został Carabus granulatus.

## Opis

### Owady dorosłe
Chrząszcze średniej wielkości lub duże, osiągające od 12 do 50 lub 60 mm długości ciała. Oczy dobrze rozwinięte. Żuwaczki bez poprzecznego bruzdkowania. Trzeci człon czułków pozbawiony kila. Pokrywy bez obrzeżenia przypodstawowego (ang. basal margin). Rzeźba pokryw bardzo rozmaita. Tylne skrzydła zredukowane u większości gatunków. Biodra tylnej pary odnóży nieodgraniczone, stykające się ze sobą.

### Poczwarki
Poczwarki biegaczy są wolne i należą do „adecticous type”, tj. poczwarek o nieruchomych, niefunkcjonalnych żuwaczkach. Pterotheca ułożona jest ukośnie po obu stronach ciała. Odwłok mają ruchomy. W ich budowie widoczne są prymitywne cechy larw, takie jak obecność 3 par stemmata i rozszerzenia urotergalne oraz postaci dorosłych, jak nabrzmiałości podotekalne u samców.

### Larwy
Ciało larw tęgie, ciemniejsze i silniej zesklerotyzowane niż u rodzaju Calosoma. Ubarwione są zwykle czarno lub ciemnobrązowo. Czułki długością zbliżone do żuwaczek, a drugi człon najdłuższy. Czoło i nasale różnorodne. Jeśli nasale czterozębne, to tylko z małym środkowym wcięciem. Hypodon często dobrze rozwinięty, tworzący środkowy ząb. Adnasalia wystające. Elementy aparatu gębowego często smuklejsze niż u Calosoma. Żuwaczki z zakrzywionym retynakulum i wyraźnym penicillusem. Głaszczki wargowe o ostatnim członie często dwupłatowato zakończonym, z których każdy płat wyposażony w sensilla. Szew epikranialny bardzo krótki. Tergity poprzeczne, często silnie wystające ku tyłowi w kątach tylnych. Epipleuryty często częściowo lub całkowicie podzielone na przednią i tylną część. Skleryty brzuszne zlane na 8 i 9 segmencie. Przysadki odwłokowe zesklerotyzowane, o wierzchołkach spiczastych, wyposażone w dwa dodatkowe wyrostki lub rogi.

## Biologia i ekologia
Biegacze zasiedlają lasy, łąki i uprawy, przy czym większość gatunków związanych jest z lasami. Rozsiedlone są od gór subtropikalnych i rejonu śródziemnomorskiego po tereny alpejskie i arktyczne.
Zarówno imagines, jak i larwy są drapieżne. W skład ich pożywienia wchodzą dżdżownice, ślimaki, gąsienice i wiele innych owadów. Zjadają także świeżą padlinę. Owady dorosłe gatunków malakofagicznych (tj. wyspecjalizowane w jedzeniu ślimaków) mają albo powiększoną głowę i tułów oraz potężne żuwaczki umożliwiające skruszenie muszli, albo zwężoną głowę pozwalającą na penetrację tejże przez jej właściwy otwór. Larwy tych gatunków charakteryzują się zwykle ryjkowatą epistomą. Do ślimakożerców należą głównie Procrustimorphi i Archiferi, a prawdopodobnie także podrodzaj Lipaster. Inni przedstawiciele Carabogenici specjalizują się w polowaniu na dżdżownice. Do grup owadożerców, żywiących się głównie larwami motyli i muchówek, należą m.in.: Euleptocarabus, Leptocarabus, Pentacarabus. Niektóre gatunki, jak biegacz gruzełkowaty, potrafią polować pod wodą.
Przedstawiciele większości gatunków aktywni są nocą.
W celach obronnych biegacze potrafią rozpylać kwas z gruczołów odbytowych oraz ślinić się sokami trawiennymi.
Jaja składane są do gleby, zwykle pojedynczo. Rozwój larwalny trwa kilka tygodni. Przepoczwarczenie również zachodzi w glebie.

## Rozprzestrzenienie
Chrząszcze z tego rodzaju zamieszkują Europę, Azję, Afrykę Północną i Amerykę Północną. Większość gatunków jest palearktyczna, a tylko 11 zasiedla Nearktykę. Do fauny europejskiej należy 136 gatunków. W Polsce występuje 28 gatunków.

## Zagrożenia i ochrona
Gatunki z tego rodzaju charakteryzują się słabą siłą dyspersyjną, przez co są wrażliwe na fragmentację habitatu i zmiany środowiska. Z tego względu służą jako dobre bioindykatory. Wykorzystywane są zwłaszcza do badania odpowiedzi zbiorowisk owadów na fragmentację ekosystemów leśnych i intensyfikację rolnictwa. Kilka gatunków jest zagrożonych wyginięciem. Dwa gatunki znajdują się w Czerwonej księdze gatunków zagrożonych International Union for Conservation of Nature: biegacz pomarszczony w kategorii bliskich zagrożenia (Near Threatened) i Carabus olimpiae w kategorii narażonych (Vulnerable). Drugi z nich wymieniony jest załącznikach II i IV dyrektywy siedliskowej.
W Polsce do 2014 roku wszystkie gatunki z rodzaju Carabus objęte były ścisłą ochroną gatunkową. W październiku 2014 weszło w życie nowe rozporządzenie według którego ochroną ścisłą objęte są 4 gatunki: biegacz Bessera, biegacz Fabrycjusza, biegacz Zawadzkiego i biegacz gruzełkowaty, a ochroną częściową 18 gatunków: biegacz zielonozłoty, biegacz bagienny, biegacz wypukły, biegacz skórzasty, biegacz wspaniały, biegacz gładki, biegacz pomarszczony, biegacz dołkowany, biegacz obrzeżony, biegacz Menetriesa, biegacz szykowny, biegacz karpacki, biegacz problematyczny, biegacz stepowy, biegacz Scheidlera, biegacz leśny, biegacz transylwański i biegacz Ulricha. Dwa gatunki – biegacz bagienny i biegacz Fabriciego – znajdują się w Polskiej czerwonej księdze zwierząt. Z kolei na Czerwonej liście zwierząt ginących i zagrożonych w Polsce znalazły się gatunki: biegacz Bessera w kategorii wymarłych lub prawdopodobnie wymarłych w Polsce, biegacz bagienny, biegacz Fabriciego i biegacz Menetriesa w kategorii zagrożonych, biegacz obrzeżony, biegacz leśny, biegacz szykowny i biegacz transylwański w kategorii narażonych, biegacz zwężony, biegacz dołkowany i biegacz stepowy w kategorii bliskich zagrożenia, a biegacz pomarszczony, biegacz karpacki i biegacz Scheidlera jako gatunki najmniejszej troski.
Na Słowacji jedynym biegaczem objętym ochroną gatunkową jest biegacz Menetriesa, umieszczony w kategorii Ohrožené.

## Ewolucja
|  | Lipastromorphi    |
|  |                   |
|  | Archicarabomorphi |
|  |                   |

|  | Cathopliogenici |
|  |                 |
|  | Neocarabi       |
|  |                 |

|  | Lipastromorphi    |
|  |                   |
|  | Archicarabomorphi |
|  |                   |

|  | Cathopliogenici |
|  |                 |
|  | Neocarabi       |
|  |                 |

|  | Lipastromorphi    |
|  |                   |
|  | Archicarabomorphi |
|  |                   |

|  | Cathopliogenici |
|  |                 |
|  | Neocarabi       |
|  |                 |

|  | Lipastromorphi    |
|  |                   |
|  | Archicarabomorphi |
|  |                   |

|  | Cathopliogenici |
|  |                 |
|  | Neocarabi       |
|  |                 |

|  | Lipastromorphi    |
|  |                   |
|  | Archicarabomorphi |
|  |                   |

|  | Cathopliogenici |
|  |                 |
|  | Neocarabi       |
|  |                 |

|  | Lipastromorphi    |
|  |                   |
|  | Archicarabomorphi |
|  |                   |

|  | Cathopliogenici |
|  |                 |
|  | Neocarabi       |
|  |                 |

|  | Lipastromorphi    |
|  |                   |
|  | Archicarabomorphi |
|  |                   |

|  | Cathopliogenici |
|  |                 |
|  | Neocarabi       |
|  |                 |

|  | Lipastromorphi    |
|  |                   |
|  | Archicarabomorphi |
|  |                   |

|  | Cathopliogenici |
|  |                 |
|  | Neocarabi       |
|  |                 |

|  | Lipastromorphi    |
|  |                   |
|  | Archicarabomorphi |
|  |                   |

|  | Cathopliogenici |
|  |                 |
|  | Neocarabi       |
|  |                 |

|  | Lipastromorphi    |
|  |                   |
|  | Archicarabomorphi |
|  |                   |

|  | Cathopliogenici |
|  |                 |
|  | Neocarabi       |
|  |                 |

|  | Lipastromorphi    |
|  |                   |
|  | Archicarabomorphi |
|  |                   |

|  | Cathopliogenici |
|  |                 |
|  | Neocarabi       |
|  |                 |

|  | Lipastromorphi    |
|  |                   |
|  | Archicarabomorphi |
|  |                   |

|  | Cathopliogenici |
|  |                 |
|  | Neocarabi       |
|  |                 |

|  | Lipastromorphi    |
|  |                   |
|  | Archicarabomorphi |
|  |                   |

|  | Cathopliogenici |
|  |                 |
|  | Neocarabi       |
|  |                 |

|  | Lipastromorphi    |
|  |                   |
|  | Archicarabomorphi |
|  |                   |

|  | Cathopliogenici |
|  |                 |
|  | Neocarabi       |
|  |                 |

|  | Lipastromorphi    |
|  |                   |
|  | Archicarabomorphi |
|  |                   |

|  | Cathopliogenici |
|  |                 |
|  | Neocarabi       |
|  |                 |

|  | Lipastromorphi    |
|  |                   |
|  | Archicarabomorphi |
|  |                   |

|  | Cathopliogenici |
|  |                 |
|  | Neocarabi       |
|  |                 |

|  | Lipastromorphi    |
|  |                   |
|  | Archicarabomorphi |
|  |                   |

|  | Cathopliogenici |
|  |                 |
|  | Neocarabi       |
|  |                 |

|  | Lipastromorphi    |
|  |                   |
|  | Archicarabomorphi |
|  |                   |

|  | Cathopliogenici |
|  |                 |
|  | Neocarabi       |
|  |                 |

|  | Lipastromorphi    |
|  |                   |
|  | Archicarabomorphi |
|  |                   |

|  | Cathopliogenici |
|  |                 |
|  | Neocarabi       |
|  |                 |

|  | Lipastromorphi    |
|  |                   |
|  | Archicarabomorphi |
|  |                   |

|  | Cathopliogenici |
|  |                 |
|  | Neocarabi       |
|  |                 |

|  | Lipastromorphi    |
|  |                   |
|  | Archicarabomorphi |
|  |                   |

|  | Cathopliogenici |
|  |                 |
|  | Neocarabi       |
|  |                 |

|  | Lipastromorphi    |
|  |                   |
|  | Archicarabomorphi |
|  |                   |

|  | Cathopliogenici |
|  |                 |
|  | Neocarabi       |
|  |                 |

|  | Lipastromorphi    |
|  |                   |
|  | Archicarabomorphi |
|  |                   |

|  | Cathopliogenici |
|  |                 |
|  | Neocarabi       |
|  |                 |

|  | Lipastromorphi    |
|  |                   |
|  | Archicarabomorphi |
|  |                   |

|  | Cathopliogenici |
|  |                 |
|  | Neocarabi       |
|  |                 |

|  | Lipastromorphi    |
|  |                   |
|  | Archicarabomorphi |
|  |                   |

|  | Cathopliogenici |
|  |                 |
|  | Neocarabi       |
|  |                 |

|  | Lipastromorphi    |
|  |                   |
|  | Archicarabomorphi |
|  |                   |

|  | Cathopliogenici |
|  |                 |
|  | Neocarabi       |
|  |                 |

|  | Lipastromorphi    |
|  |                   |
|  | Archicarabomorphi |
|  |                   |

|  | Cathopliogenici |
|  |                 |
|  | Neocarabi       |
|  |                 |

|  | Lipastromorphi    |
|  |                   |
|  | Archicarabomorphi |
|  |                   |

|  | Cathopliogenici |
|  |                 |
|  | Neocarabi       |
|  |                 |

|  | Lipastromorphi    |
|  |                   |
|  | Archicarabomorphi |
|  |                   |

|  | Cathopliogenici |
|  |                 |
|  | Neocarabi       |
|  |                 |

|  | Lipastromorphi    |
|  |                   |
|  | Archicarabomorphi |
|  |                   |

|  | Cathopliogenici |
|  |                 |
|  | Neocarabi       |
|  |                 |

|  | Lipastromorphi    |
|  |                   |
|  | Archicarabomorphi |
|  |                   |

|  | Cathopliogenici |
|  |                 |
|  | Neocarabi       |
|  |                 |

|  | Lipastromorphi    |
|  |                   |
|  | Archicarabomorphi |
|  |                   |

|  | Cathopliogenici |
|  |                 |
|  | Neocarabi       |
|  |                 |

|  | Lipastromorphi    |
|  |                   |
|  | Archicarabomorphi |
|  |                   |

|  | Cathopliogenici |
|  |                 |
|  | Neocarabi       |
|  |                 |

|  | Lipastromorphi    |
|  |                   |
|  | Archicarabomorphi |
|  |                   |

|  | Cathopliogenici |
|  |                 |
|  | Neocarabi       |
|  |                 |

|  | Lipastromorphi    |
|  |                   |
|  | Archicarabomorphi |
|  |                   |

|  | Cathopliogenici |
|  |                 |
|  | Neocarabi       |
|  |                 |

|  | Lipastromorphi    |
|  |                   |
|  | Archicarabomorphi |
|  |                   |

|  | Cathopliogenici |
|  |                 |
|  | Neocarabi       |
|  |                 |

|  | Lipastromorphi    |
|  |                   |
|  | Archicarabomorphi |
|  |                   |

|  | Cathopliogenici |
|  |                 |
|  | Neocarabi       |
|  |                 |

|  | Lipastromorphi    |
|  |                   |
|  | Archicarabomorphi |
|  |                   |

|  | Cathopliogenici |
|  |                 |
|  | Neocarabi       |
|  |                 |

|  | Lipastromorphi    |
|  |                   |
|  | Archicarabomorphi |
|  |                   |

|  | Cathopliogenici |
|  |                 |
|  | Neocarabi       |
|  |                 |

|  | Lipastromorphi    |
|  |                   |
|  | Archicarabomorphi |
|  |                   |

|  | Cathopliogenici |
|  |                 |
|  | Neocarabi       |
|  |                 |

|  | Lipastromorphi    |
|  |                   |
|  | Archicarabomorphi |
|  |                   |

|  | Cathopliogenici |
|  |                 |
|  | Neocarabi       |
|  |                 |

|  | Lipastromorphi    |
|  |                   |
|  | Archicarabomorphi |
|  |                   |

|  | Cathopliogenici |
|  |                 |
|  | Neocarabi       |
|  |                 |

|  | Lipastromorphi    |
|  |                   |
|  | Archicarabomorphi |
|  |                   |

|  | Cathopliogenici |
|  |                 |
|  | Neocarabi       |
|  |                 |

|  | Lipastromorphi    |
|  |                   |
|  | Archicarabomorphi |
|  |                   |

|  | Cathopliogenici |
|  |                 |
|  | Neocarabi       |
|  |                 |

|  | Lipastromorphi    |
|  |                   |
|  | Archicarabomorphi |
|  |                   |

|  | Cathopliogenici |
|  |                 |
|  | Neocarabi       |
|  |                 |

|  | Lipastromorphi    |
|  |                   |
|  | Archicarabomorphi |
|  |                   |

|  | Cathopliogenici |
|  |                 |
|  | Neocarabi       |
|  |                 |

|  | Lipastromorphi    |
|  |                   |
|  | Archicarabomorphi |
|  |                   |

|  | Cathopliogenici |
|  |                 |
|  | Neocarabi       |
|  |                 |

|  | Lipastromorphi    |
|  |                   |
|  | Archicarabomorphi |
|  |                   |

|  | Cathopliogenici |
|  |                 |
|  | Neocarabi       |
|  |                 |

|  | Lipastromorphi    |
|  |                   |
|  | Archicarabomorphi |
|  |                   |

|  | Cathopliogenici |
|  |                 |
|  | Neocarabi       |
|  |                 |

|  | Lipastromorphi    |
|  |                   |
|  | Archicarabomorphi |
|  |                   |

|  | Cathopliogenici |
|  |                 |
|  | Neocarabi       |
|  |                 |

|  | Lipastromorphi    |
|  |                   |
|  | Archicarabomorphi |
|  |                   |

|  | Cathopliogenici |
|  |                 |
|  | Neocarabi       |
|  |                 |

|  | Lipastromorphi    |
|  |                   |
|  | Archicarabomorphi |
|  |                   |

|  | Cathopliogenici |
|  |                 |
|  | Neocarabi       |
|  |                 |

|  | Lipastromorphi    |
|  |                   |
|  | Archicarabomorphi |
|  |                   |

|  | Cathopliogenici |
|  |                 |
|  | Neocarabi       |
|  |                 |

|  | Lipastromorphi    |
|  |                   |
|  | Archicarabomorphi |
|  |                   |

|  | Cathopliogenici |
|  |                 |
|  | Neocarabi       |
|  |                 |

|  | Lipastromorphi    |
|  |                   |
|  | Archicarabomorphi |
|  |                   |

|  | Cathopliogenici |
|  |                 |
|  | Neocarabi       |
|  |                 |

|  | Lipastromorphi    |
|  |                   |
|  | Archicarabomorphi |
|  |                   |

|  | Cathopliogenici |
|  |                 |
|  | Neocarabi       |
|  |                 |

|  | Lipastromorphi    |
|  |                   |
|  | Archicarabomorphi |
|  |                   |

|  | Cathopliogenici |
|  |                 |
|  | Neocarabi       |
|  |                 |

|  | Lipastromorphi    |
|  |                   |
|  | Archicarabomorphi |
|  |                   |

|  | Cathopliogenici |
|  |                 |
|  | Neocarabi       |
|  |                 |

|  | Lipastromorphi    |
|  |                   |
|  | Archicarabomorphi |
|  |                   |

|  | Cathopliogenici |
|  |                 |
|  | Neocarabi       |
|  |                 |

|  | Lipastromorphi    |
|  |                   |
|  | Archicarabomorphi |
|  |                   |

|  | Cathopliogenici |
|  |                 |
|  | Neocarabi       |
|  |                 |

|  | Lipastromorphi    |
|  |                   |
|  | Archicarabomorphi |
|  |                   |

|  | Cathopliogenici |
|  |                 |
|  | Neocarabi       |
|  |                 |

|  | Lipastromorphi    |
|  |                   |
|  | Archicarabomorphi |
|  |                   |

|  | Cathopliogenici |
|  |                 |
|  | Neocarabi       |
|  |                 |

|  | Lipastromorphi    |
|  |                   |
|  | Archicarabomorphi |
|  |                   |

|  | Cathopliogenici |
|  |                 |
|  | Neocarabi       |
|  |                 |

|  | Lipastromorphi    |
|  |                   |
|  | Archicarabomorphi |
|  |                   |

|  | Cathopliogenici |
|  |                 |
|  | Neocarabi       |
|  |                 |

|  | Lipastromorphi    |
|  |                   |
|  | Archicarabomorphi |
|  |                   |

|  | Cathopliogenici |
|  |                 |
|  | Neocarabi       |
|  |                 |

|  | Lipastromorphi    |
|  |                   |
|  | Archicarabomorphi |
|  |                   |

|  | Cathopliogenici |
|  |                 |
|  | Neocarabi       |
|  |                 |

|  | Lipastromorphi    |
|  |                   |
|  | Archicarabomorphi |
|  |                   |

|  | Cathopliogenici |
|  |                 |
|  | Neocarabi       |
|  |                 |

|  | Lipastromorphi    |
|  |                   |
|  | Archicarabomorphi |
|  |                   |

|  | Cathopliogenici |
|  |                 |
|  | Neocarabi       |
|  |                 |

|  | Lipastromorphi    |
|  |                   |
|  | Archicarabomorphi |
|  |                   |

|  | Cathopliogenici |
|  |                 |
|  | Neocarabi       |
|  |                 |

|  | Lipastromorphi    |
|  |                   |
|  | Archicarabomorphi |
|  |                   |

|  | Cathopliogenici |
|  |                 |
|  | Neocarabi       |
|  |                 |

|  | Lipastromorphi    |
|  |                   |
|  | Archicarabomorphi |
|  |                   |

|  | Cathopliogenici |
|  |                 |
|  | Neocarabi       |
|  |                 |

|  | Lipastromorphi    |
|  |                   |
|  | Archicarabomorphi |
|  |                   |

|  | Cathopliogenici |
|  |                 |
|  | Neocarabi       |
|  |                 |

|  | Lipastromorphi    |
|  |                   |
|  | Archicarabomorphi |
|  |                   |

|  | Cathopliogenici |
|  |                 |
|  | Neocarabi       |
|  |                 |

|  | Lipastromorphi    |
|  |                   |
|  | Archicarabomorphi |
|  |                   |

|  | Cathopliogenici |
|  |                 |
|  | Neocarabi       |
|  |                 |

|  | Lipastromorphi    |
|  |                   |
|  | Archicarabomorphi |
|  |                   |

|  | Cathopliogenici |
|  |                 |
|  | Neocarabi       |
|  |                 |

|  | Lipastromorphi    |
|  |                   |
|  | Archicarabomorphi |
|  |                   |

|  | Cathopliogenici |
|  |                 |
|  | Neocarabi       |
|  |                 |

|  | Lipastromorphi    |
|  |                   |
|  | Archicarabomorphi |
|  |                   |

|  | Cathopliogenici |
|  |                 |
|  | Neocarabi       |
|  |                 |

|  | Lipastromorphi    |
|  |                   |
|  | Archicarabomorphi |
|  |                   |

|  | Cathopliogenici |
|  |                 |
|  | Neocarabi       |
|  |                 |

|  | Lipastromorphi    |
|  |                   |
|  | Archicarabomorphi |
|  |                   |

|  | Cathopliogenici |
|  |                 |
|  | Neocarabi       |
|  |                 |

|  | Lipastromorphi    |
|  |                   |
|  | Archicarabomorphi |
|  |                   |

|  | Cathopliogenici |
|  |                 |
|  | Neocarabi       |
|  |                 |

|  | Lipastromorphi    |
|  |                   |
|  | Archicarabomorphi |
|  |                   |

|  | Cathopliogenici |
|  |                 |
|  | Neocarabi       |
|  |                 |

|  | Lipastromorphi    |
|  |                   |
|  | Archicarabomorphi |
|  |                   |

|  | Cathopliogenici |
|  |                 |
|  | Neocarabi       |
|  |                 |

|  | Lipastromorphi    |
|  |                   |
|  | Archicarabomorphi |
|  |                   |

|  | Cathopliogenici |
|  |                 |
|  | Neocarabi       |
|  |                 |

|  | Lipastromorphi    |
|  |                   |
|  | Archicarabomorphi |
|  |                   |

|  | Cathopliogenici |
|  |                 |
|  | Neocarabi       |
|  |                 |

|  | Lipastromorphi    |
|  |                   |
|  | Archicarabomorphi |
|  |                   |

|  | Cathopliogenici |
|  |                 |
|  | Neocarabi       |
|  |                 |

|  | Lipastromorphi    |
|  |                   |
|  | Archicarabomorphi |
|  |                   |

|  | Cathopliogenici |
|  |                 |
|  | Neocarabi       |
|  |                 |

|  | Lipastromorphi    |
|  |                   |
|  | Archicarabomorphi |
|  |                   |

|  | Cathopliogenici |
|  |                 |
|  | Neocarabi       |
|  |                 |

|  | Lipastromorphi    |
|  |                   |
|  | Archicarabomorphi |
|  |                   |

|  | Cathopliogenici |
|  |                 |
|  | Neocarabi       |
|  |                 |

|  | Lipastromorphi    |
|  |                   |
|  | Archicarabomorphi |
|  |                   |

|  | Cathopliogenici |
|  |                 |
|  | Neocarabi       |
|  |                 |

|  | Lipastromorphi    |
|  |                   |
|  | Archicarabomorphi |
|  |                   |

|  | Cathopliogenici |
|  |                 |
|  | Neocarabi       |
|  |                 |

|  | Lipastromorphi    |
|  |                   |
|  | Archicarabomorphi |
|  |                   |

|  | Cathopliogenici |
|  |                 |
|  | Neocarabi       |
|  |                 |

|  | Lipastromorphi    |
|  |                   |
|  | Archicarabomorphi |
|  |                   |

|  | Cathopliogenici |
|  |                 |
|  | Neocarabi       |
|  |                 |

|  | Lipastromorphi    |
|  |                   |
|  | Archicarabomorphi |
|  |                   |

|  | Cathopliogenici |
|  |                 |
|  | Neocarabi       |
|  |                 |

|  | Lipastromorphi    |
|  |                   |
|  | Archicarabomorphi |
|  |                   |

|  | Cathopliogenici |
|  |                 |
|  | Neocarabi       |
|  |                 |

|  | Lipastromorphi    |
|  |                   |
|  | Archicarabomorphi |
|  |                   |

|  | Cathopliogenici |
|  |                 |
|  | Neocarabi       |
|  |                 |

|  | Lipastromorphi    |
|  |                   |
|  | Archicarabomorphi |
|  |                   |

|  | Cathopliogenici |
|  |                 |
|  | Neocarabi       |
|  |                 |

|  | Lipastromorphi    |
|  |                   |
|  | Archicarabomorphi |
|  |                   |

|  | Cathopliogenici |
|  |                 |
|  | Neocarabi       |
|  |                 |

|  | Lipastromorphi    |
|  |                   |
|  | Archicarabomorphi |
|  |                   |

|  | Cathopliogenici |
|  |                 |
|  | Neocarabi       |
|  |                 |

|  | Lipastromorphi    |
|  |                   |
|  | Archicarabomorphi |
|  |                   |

|  | Cathopliogenici |
|  |                 |
|  | Neocarabi       |
|  |                 |

|  | Lipastromorphi    |
|  |                   |
|  | Archicarabomorphi |
|  |                   |

|  | Cathopliogenici |
|  |                 |
|  | Neocarabi       |
|  |                 |

|  | Lipastromorphi    |
|  |                   |
|  | Archicarabomorphi |
|  |                   |

|  | Cathopliogenici |
|  |                 |
|  | Neocarabi       |
|  |                 |

|  | Lipastromorphi    |
|  |                   |
|  | Archicarabomorphi |
|  |                   |

|  | Cathopliogenici |
|  |                 |
|  | Neocarabi       |
|  |                 |

|  | Lipastromorphi    |
|  |                   |
|  | Archicarabomorphi |
|  |                   |

|  | Cathopliogenici |
|  |                 |
|  | Neocarabi       |
|  |                 |

|  | Lipastromorphi    |
|  |                   |
|  | Archicarabomorphi |
|  |                   |

|  | Cathopliogenici |
|  |                 |
|  | Neocarabi       |
|  |                 |

|  | Lipastromorphi    |
|  |                   |
|  | Archicarabomorphi |
|  |                   |

|  | Cathopliogenici |
|  |                 |
|  | Neocarabi       |
|  |                 |

|  | Lipastromorphi    |
|  |                   |
|  | Archicarabomorphi |
|  |                   |

|  | Cathopliogenici |
|  |                 |
|  | Neocarabi       |
|  |                 |

|  | Lipastromorphi    |
|  |                   |
|  | Archicarabomorphi |
|  |                   |

|  | Cathopliogenici |
|  |                 |
|  | Neocarabi       |
|  |                 |

|  | Lipastromorphi    |
|  |                   |
|  | Archicarabomorphi |
|  |                   |

|  | Cathopliogenici |
|  |                 |
|  | Neocarabi       |
|  |                 |

|  | Lipastromorphi    |
|  |                   |
|  | Archicarabomorphi |
|  |                   |

|  | Cathopliogenici |
|  |                 |
|  | Neocarabi       |
|  |                 |

|  | Lipastromorphi    |
|  |                   |
|  | Archicarabomorphi |
|  |                   |

|  | Cathopliogenici |
|  |                 |
|  | Neocarabi       |
|  |                 |

|  | Lipastromorphi    |
|  |                   |
|  | Archicarabomorphi |
|  |                   |

|  | Cathopliogenici |
|  |                 |
|  | Neocarabi       |
|  |                 |

|  | Lipastromorphi    |
|  |                   |
|  | Archicarabomorphi |
|  |                   |

|  | Cathopliogenici |
|  |                 |
|  | Neocarabi       |
|  |                 |

|  | Lipastromorphi    |
|  |                   |
|  | Archicarabomorphi |
|  |                   |

|  | Cathopliogenici |
|  |                 |
|  | Neocarabi       |
|  |                 |

|  | Lipastromorphi    |
|  |                   |
|  | Archicarabomorphi |
|  |                   |

|  | Cathopliogenici |
|  |                 |
|  | Neocarabi       |
|  |                 |

|  | Lipastromorphi    |
|  |                   |
|  | Archicarabomorphi |
|  |                   |

|  | Cathopliogenici |
|  |                 |
|  | Neocarabi       |
|  |                 |

|  | Lipastromorphi    |
|  |                   |
|  | Archicarabomorphi |
|  |                   |

|  | Cathopliogenici |
|  |                 |
|  | Neocarabi       |
|  |                 |

|  | Lipastromorphi    |
|  |                   |
|  | Archicarabomorphi |
|  |                   |

|  | Cathopliogenici |
|  |                 |
|  | Neocarabi       |
|  |                 |

|  | Lipastromorphi    |
|  |                   |
|  | Archicarabomorphi |
|  |                   |

|  | Cathopliogenici |
|  |                 |
|  | Neocarabi       |
|  |                 |

|  | Lipastromorphi    |
|  |                   |
|  | Archicarabomorphi |
|  |                   |

|  | Cathopliogenici |
|  |                 |
|  | Neocarabi       |
|  |                 |

|  | Lipastromorphi    |
|  |                   |
|  | Archicarabomorphi |
|  |                   |

|  | Cathopliogenici |
|  |                 |
|  | Neocarabi       |
|  |                 |

|  | Lipastromorphi    |
|  |                   |
|  | Archicarabomorphi |
|  |                   |

|  | Cathopliogenici |
|  |                 |
|  | Neocarabi       |
|  |                 |

|  | Lipastromorphi    |
|  |                   |
|  | Archicarabomorphi |
|  |                   |

|  | Cathopliogenici |
|  |                 |
|  | Neocarabi       |
|  |                 |

|  | Lipastromorphi    |
|  |                   |
|  | Archicarabomorphi |
|  |                   |

|  | Cathopliogenici |
|  |                 |
|  | Neocarabi       |
|  |                 |

|  | Lipastromorphi    |
|  |                   |
|  | Archicarabomorphi |
|  |                   |

|  | Cathopliogenici |
|  |                 |
|  | Neocarabi       |
|  |                 |

|  | Lipastromorphi    |
|  |                   |
|  | Archicarabomorphi |
|  |                   |

|  | Cathopliogenici |
|  |                 |
|  | Neocarabi       |
|  |                 |

|  | Lipastromorphi    |
|  |                   |
|  | Archicarabomorphi |
|  |                   |

|  | Cathopliogenici |
|  |                 |
|  | Neocarabi       |
|  |                 |

|  | Lipastromorphi    |
|  |                   |
|  | Archicarabomorphi |
|  |                   |

|  | Cathopliogenici |
|  |                 |
|  | Neocarabi       |
|  |                 |

|  | Lipastromorphi    |
|  |                   |
|  | Archicarabomorphi |
|  |                   |

|  | Cathopliogenici |
|  |                 |
|  | Neocarabi       |
|  |                 |

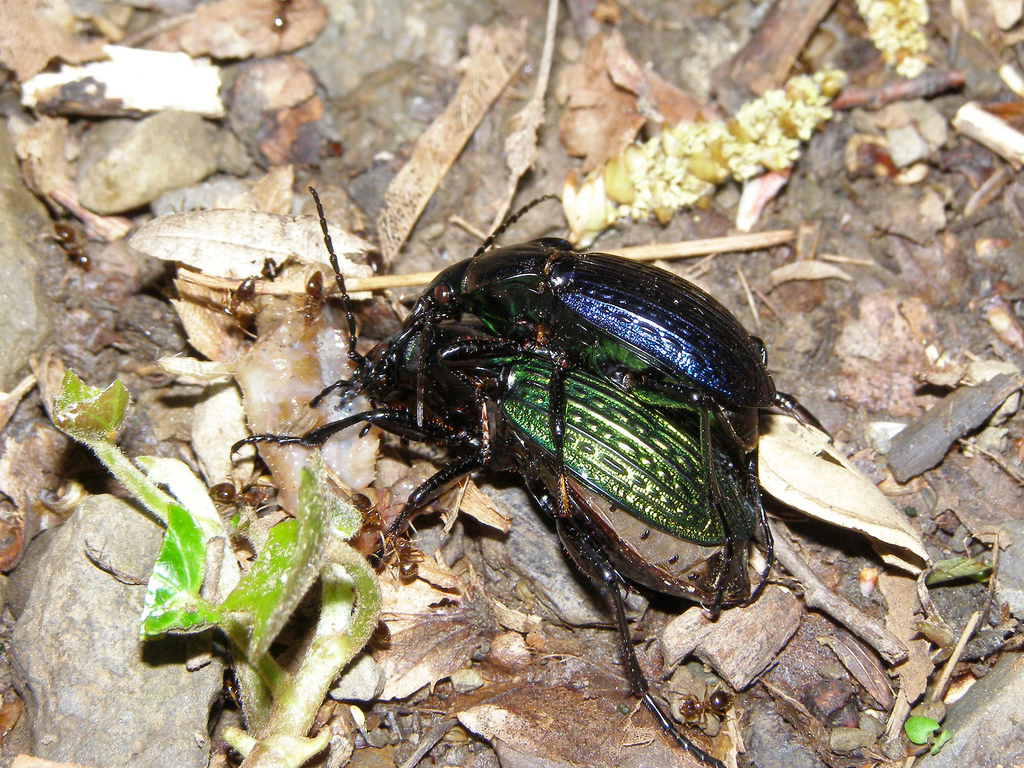
Kopulacja biegaczy Ulrichiego

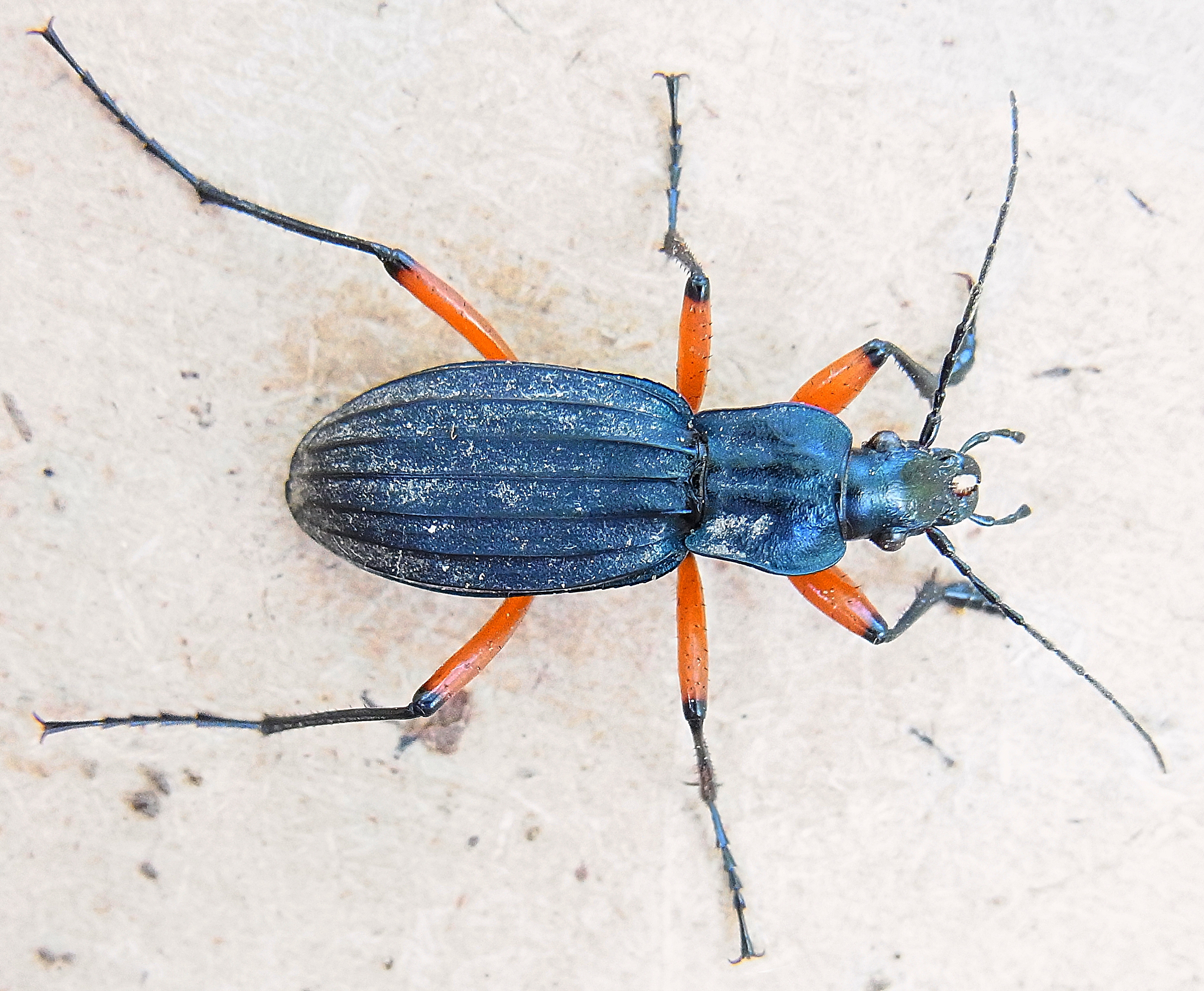
Carabus galicianus

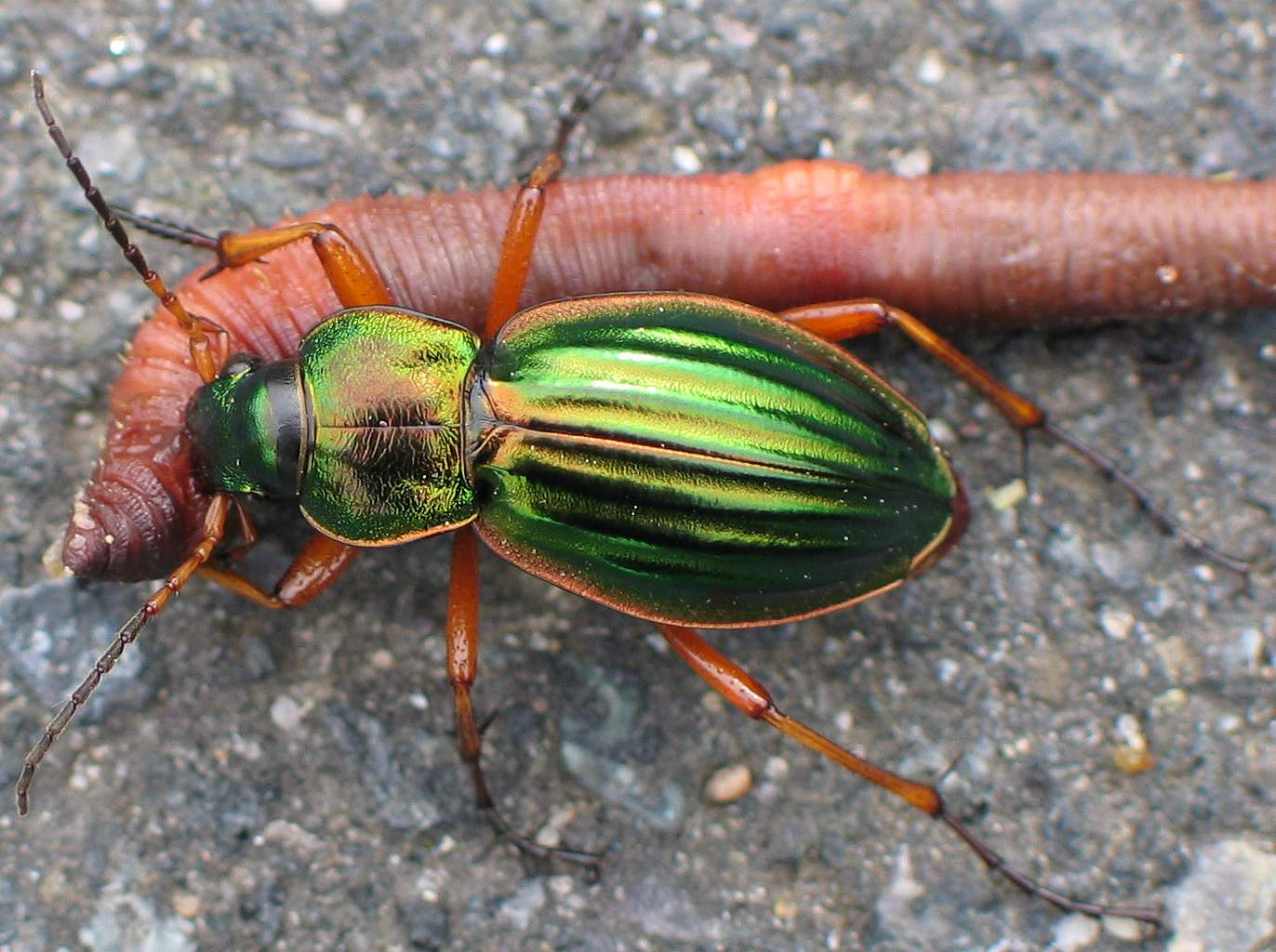
Biegacz złocisty w czasie posiłku

Pierwsze badania molekularne wskazywały, że główna radiacja podplemienia Carabina i powstanie rodzaju Carabus zaszły między 50 a 40 milionów lat temu, jednak według wyników współcześniejszych badań rodzaj ten jest młodszy i wyewoluował między 25,1, a 17,3 mln lat temu.
Dawniejsze klasyfikacje wskazywały, że pozycję bazalną w obrębie rodzaju zajmuje podrodzaj Aptomopterus, a bardziej współczesne, że pozycję tę zajmują Spinulati lub Digitulati. W 2004 Deuve proponował uznanie za grupę bazalną Arcifera. Inne badania z 2004 roku wskazywały, iż grupą siostrzaną dla reszty rodzaju jest klad Arcifera+Spinulati, jednak analizy molekularne z 2012 przywróciły ten status Arcifera.
Prawdopodobnie wczesne zróżnicowanie w obrębie rodzaju następowało gwałtownie w ciągu 5 mln lat, zaczynając się od środkowomioceńskiego optimum klimatycznego i trwając dalej w czasie globalnego oziębienia. Wówczas to, w czasie burdygału i langu, pojawiły się wszystkie główne klady, tj. Arcifera, Crenolimbi, Spinulati, Multistriati i DALCN. Głównymi czynnikami wpływającymi na różnicowanie się biegaczy były: fragmentacja i przekształcenia lasów, ruchy tektoniczne i orogenezy. Porastające Eurazję w burdygale i langu wiecznie zielone ciepłolubne lasy, w związku z postępującym oziębieniem klimatu, ustępowały w serrawalu miejsca liściastym lasom mezotermicznym. Poprzez te lasy przedstawiciele rodzaju rozprzestrzenili się na cały kontynent, tworząc trzy linie o, w większości, nie nakładających się zasięgach. Multistriati, które pochodzą prawdopodobnie z rejonu Morza Śródziemnego, uległy zróżnicowaniu na 5 geograficznych kladów rozprzestrzenionych w różnych częściach Palearktyki. Drugą linię utworzyły Archicarabomorphi, występujące głównie w południowej Europie, Azji Mniejszej i Turkmenistanie oraz Lipastromorphi, występujące od wschodniej Europy po południową Syberię. Ostatnią zostały Neocarabi, które uległy zróżnicowaniu na trzy geograficzne klady i objęły zasięgiem Palearktykę i Nearktykę. Wszystkie te geograficzne klady pojawiły się we względnie krótkim czasie, wynoszącym około 1,8 mln lat.

## Systematyka

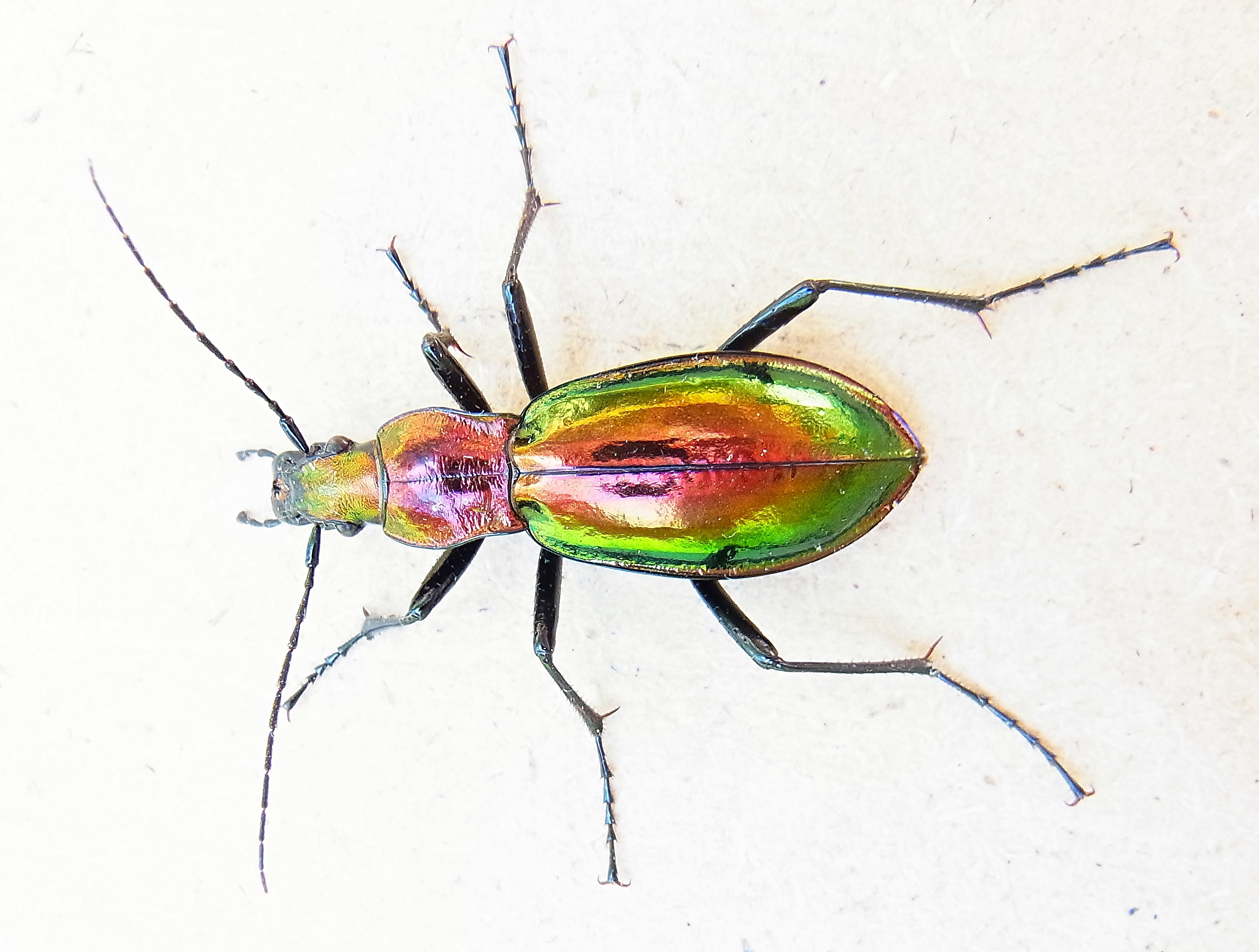
Biegacz wspaniały

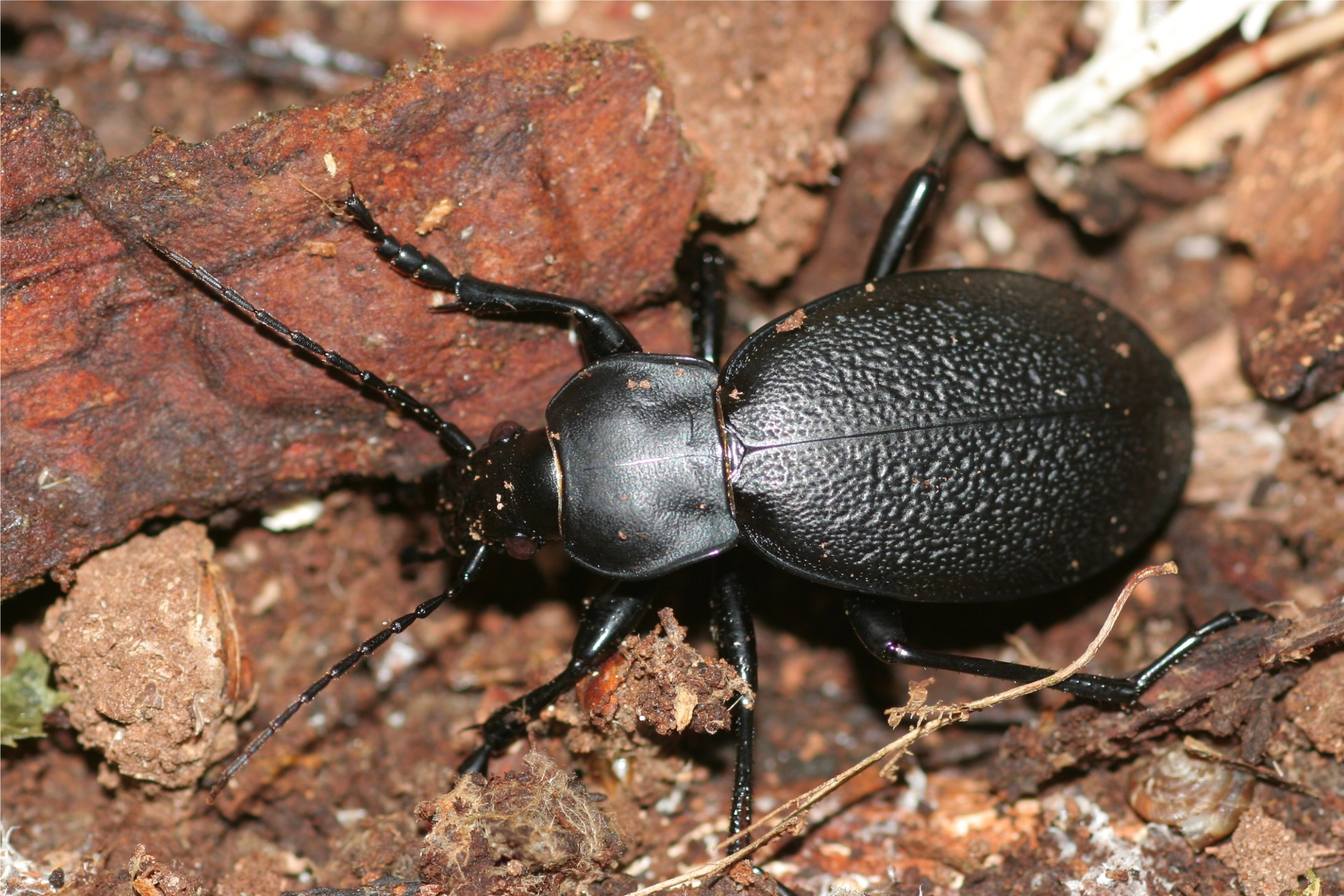
Biegacz skórzasty

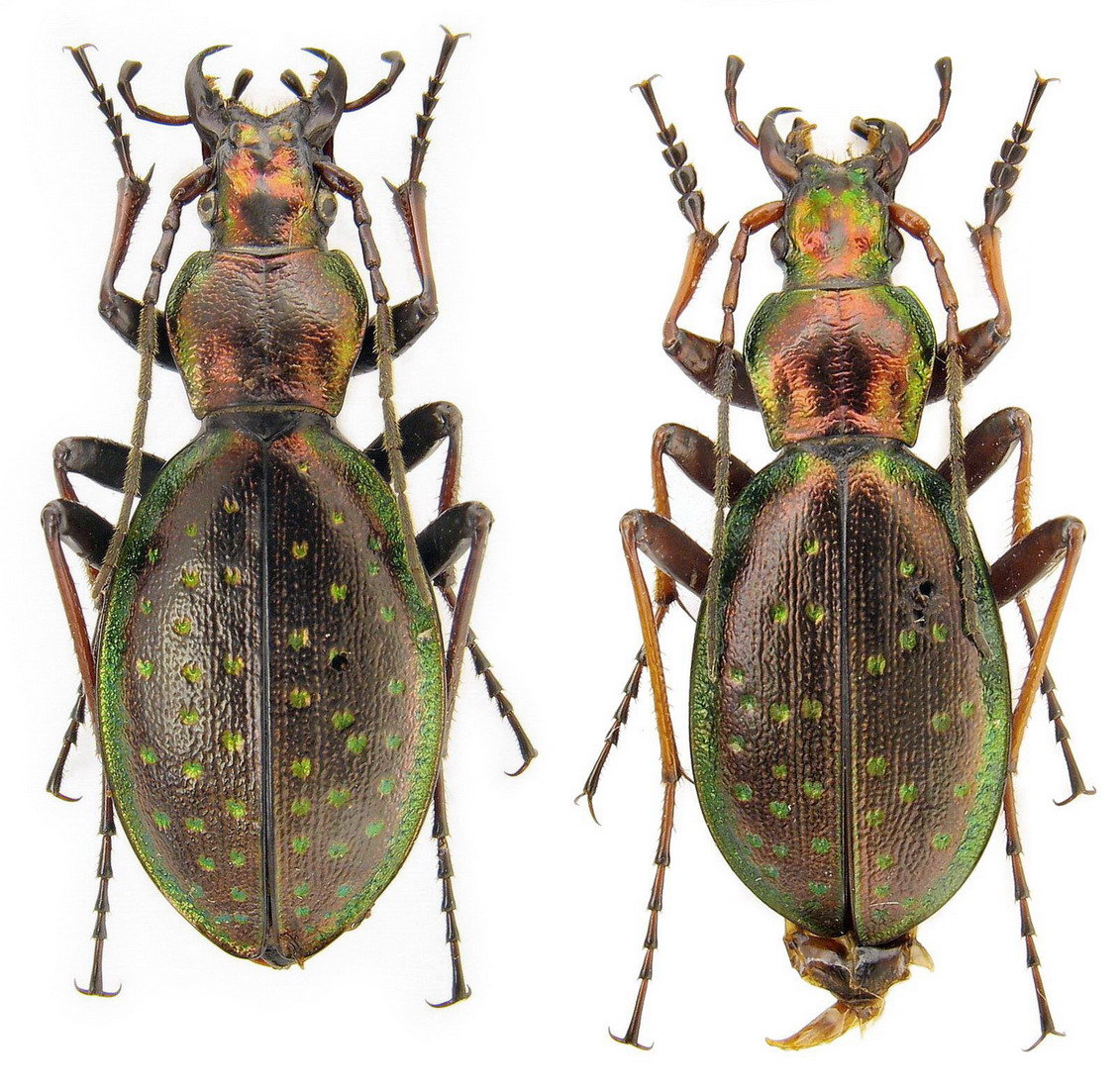
Parka biegaczy Fabriciego

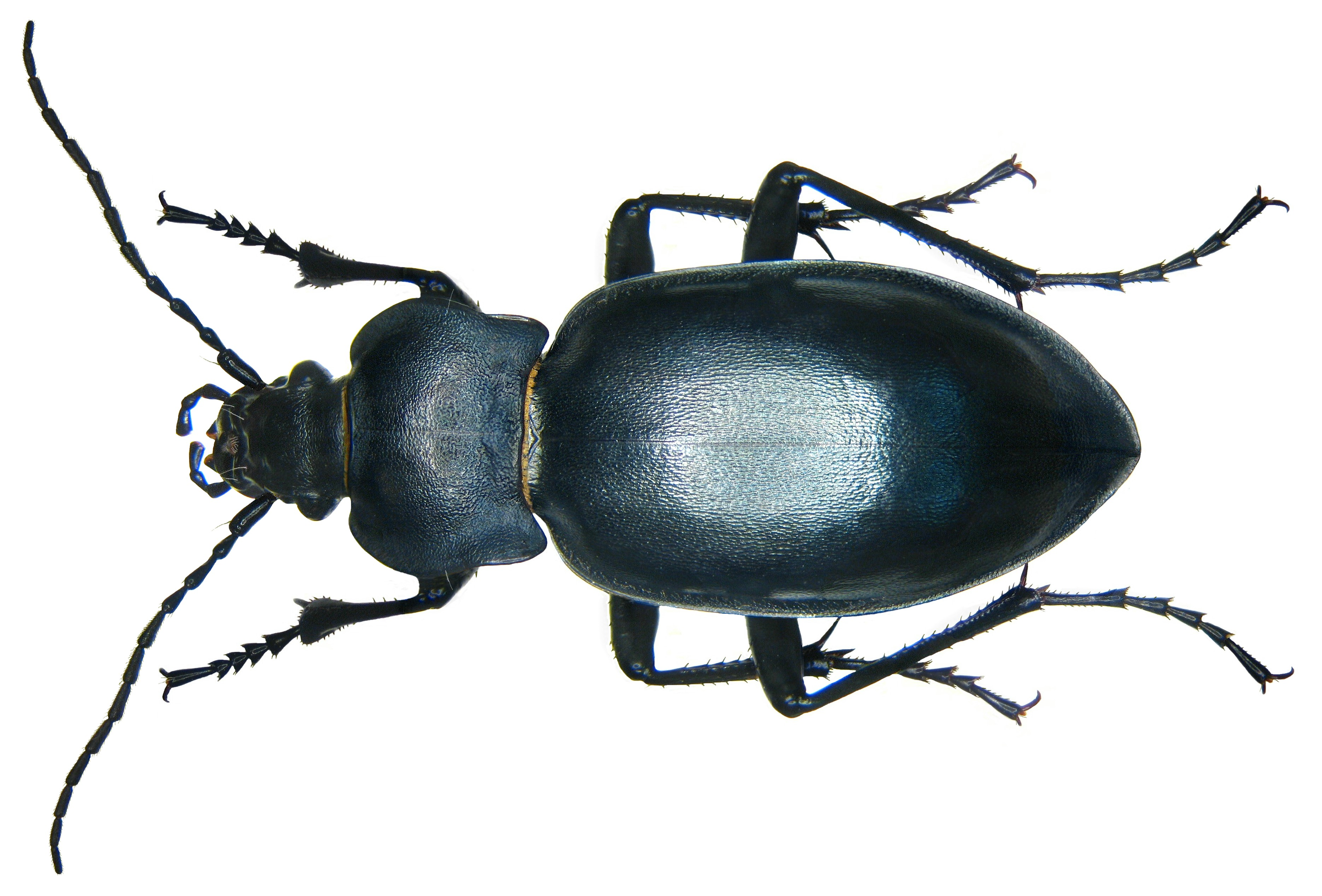
Biegacz gładki

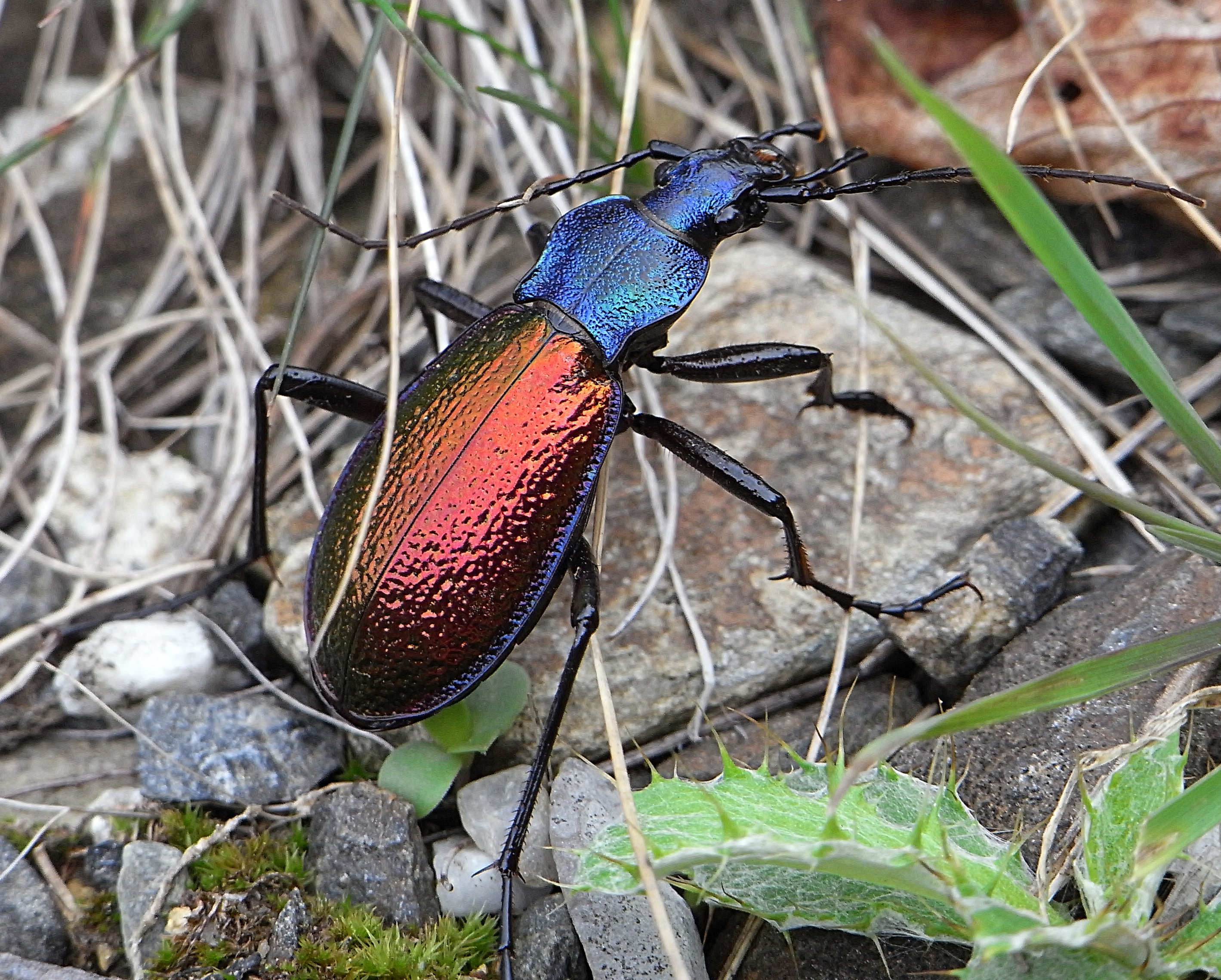
Carabus hispanus

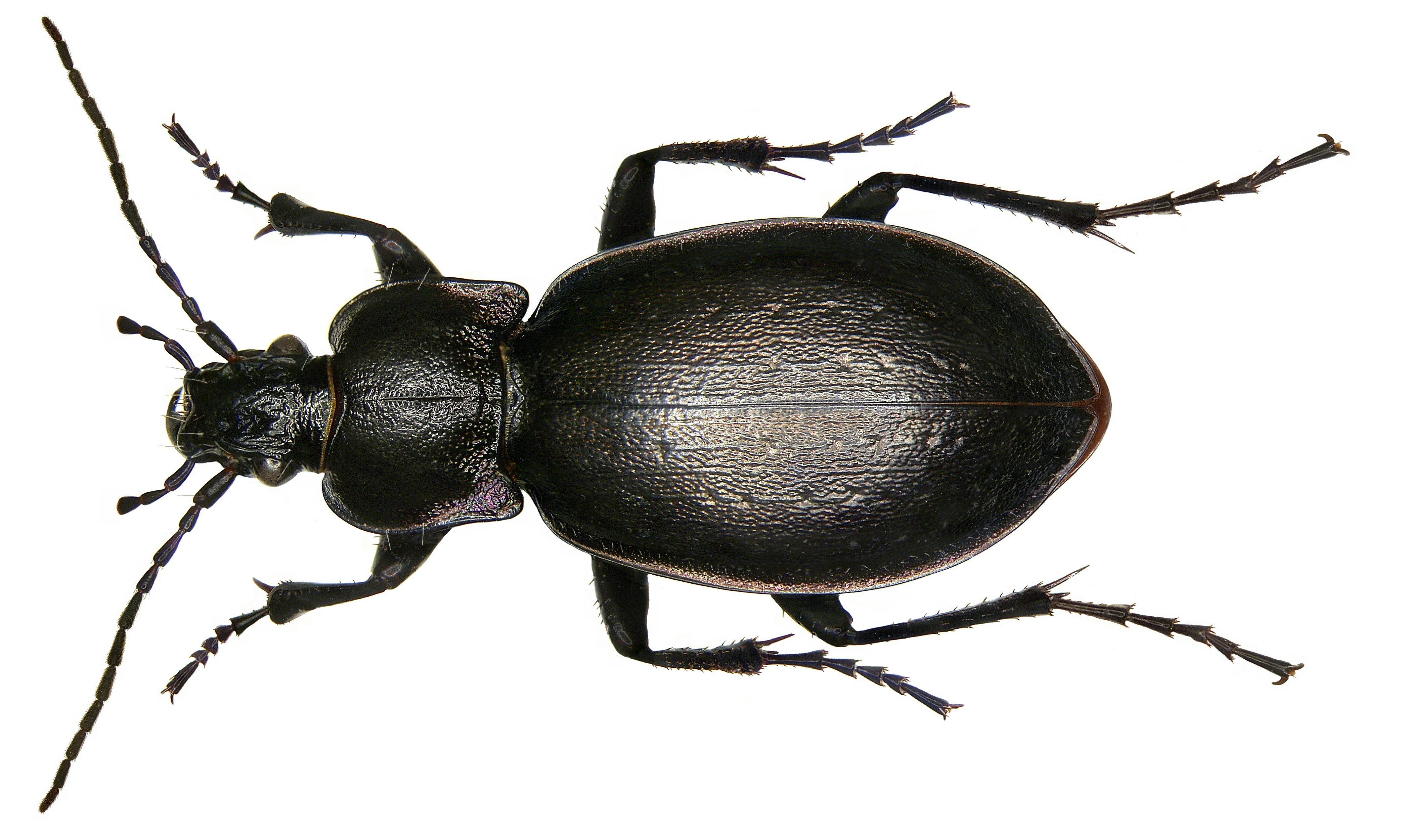
Biegacz gajowy

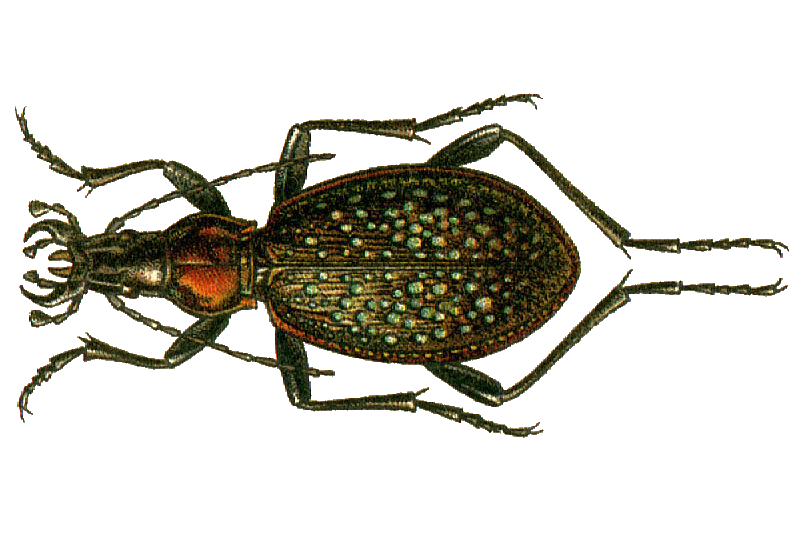
Ilustracja Carabus lopatini z pracy G. G. Jakobsona

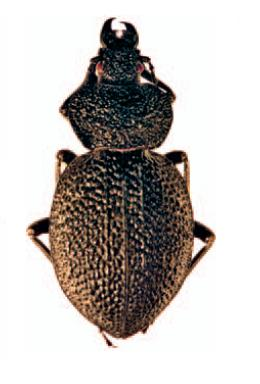
Carabus syriacus

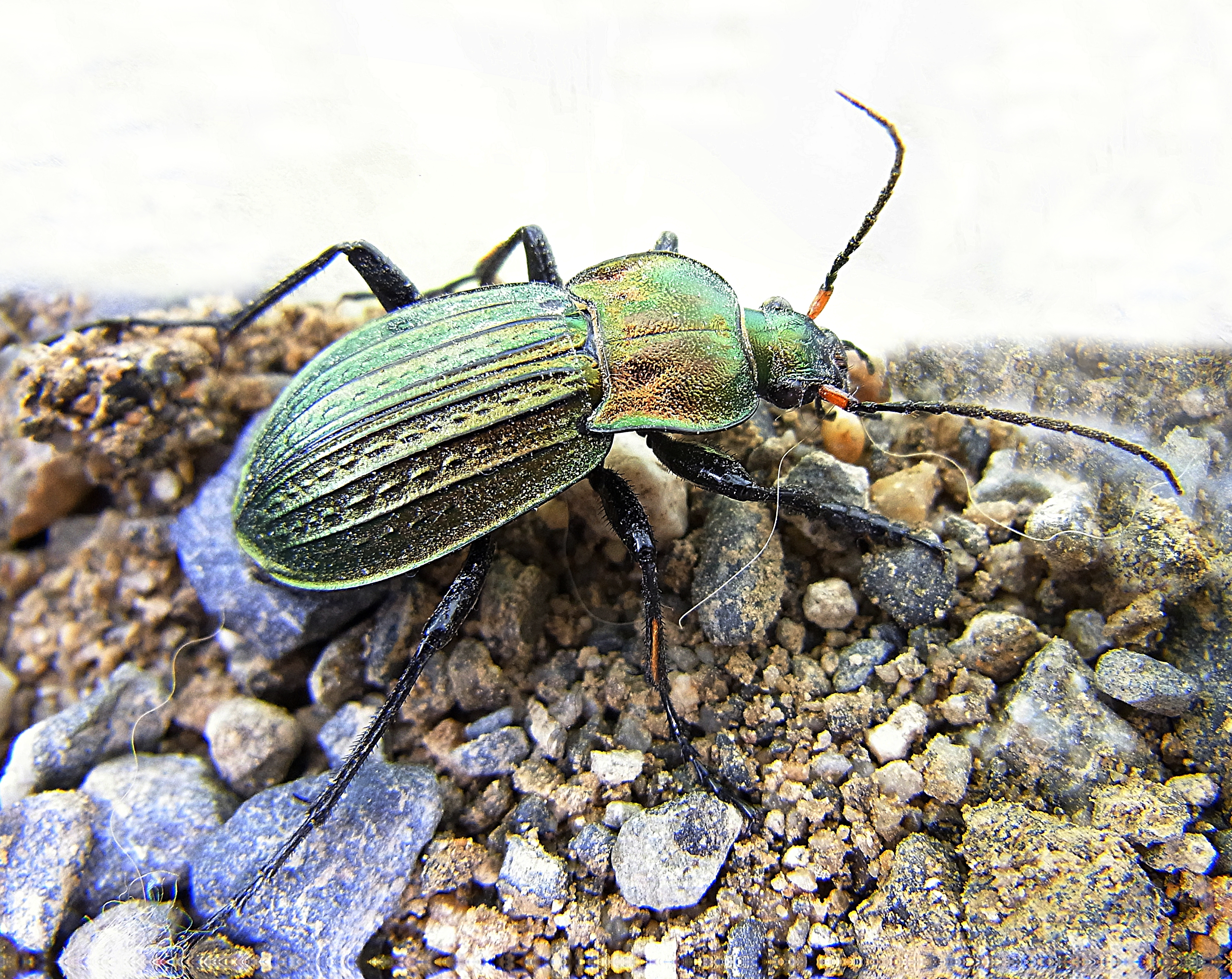
Biegacz wręgaty

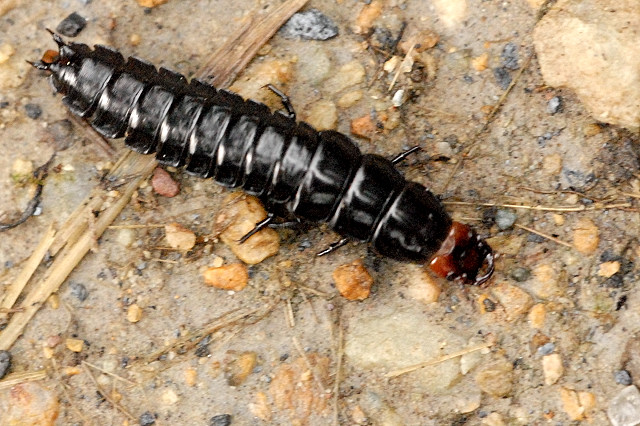
Larwa Carabus monilis

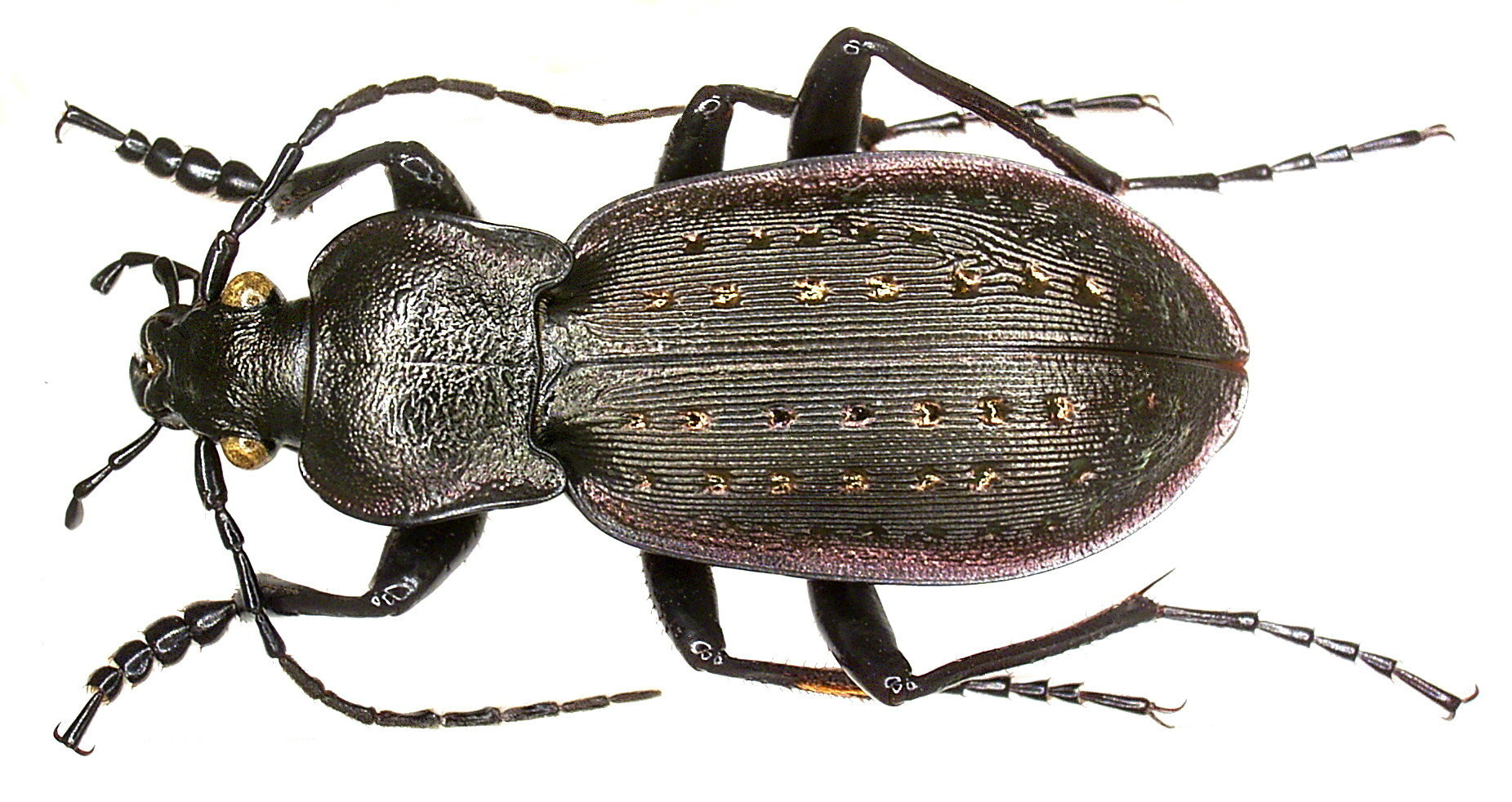
Biegacz ogrodowy

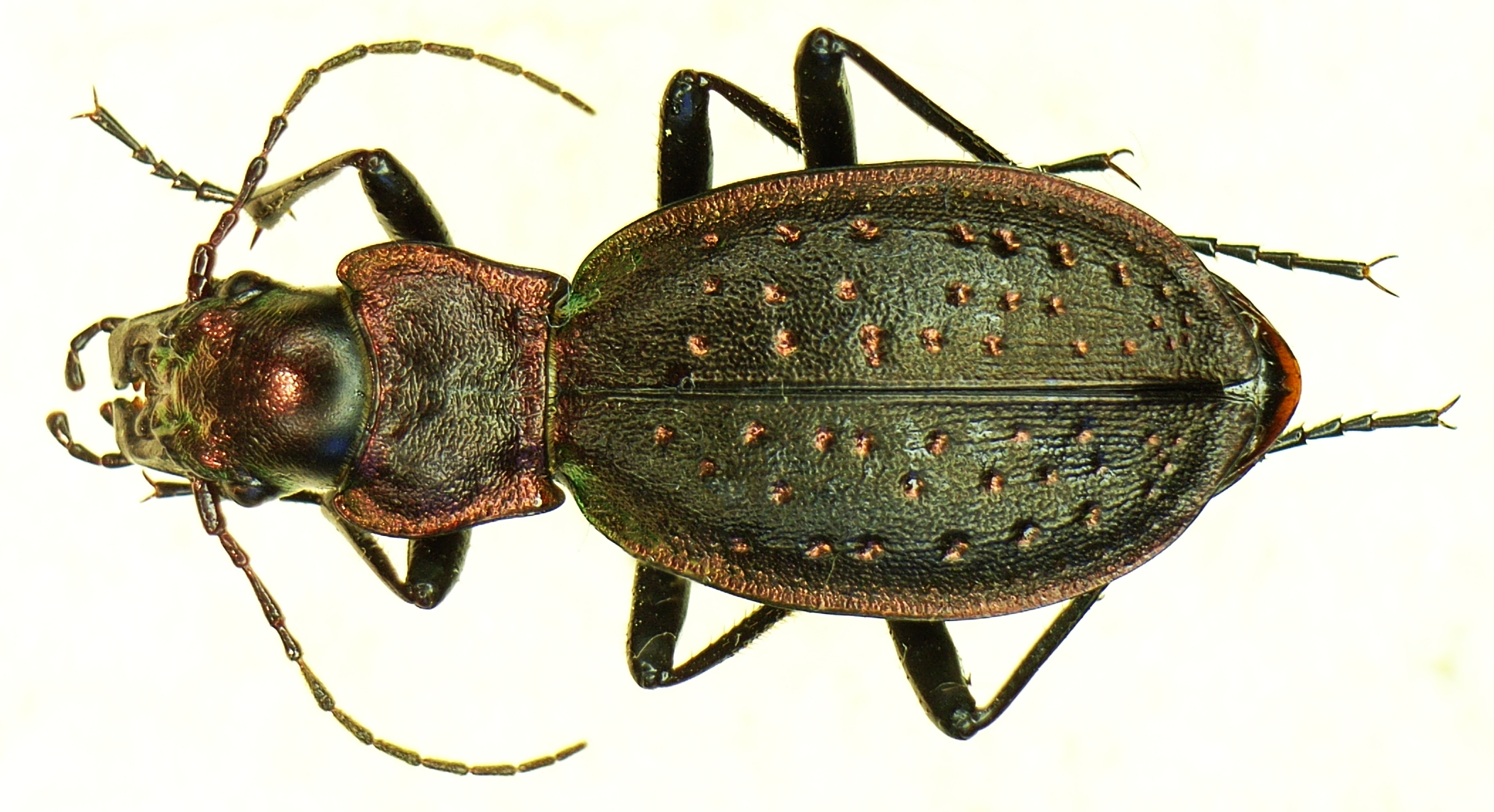
Biegacz dołkowany

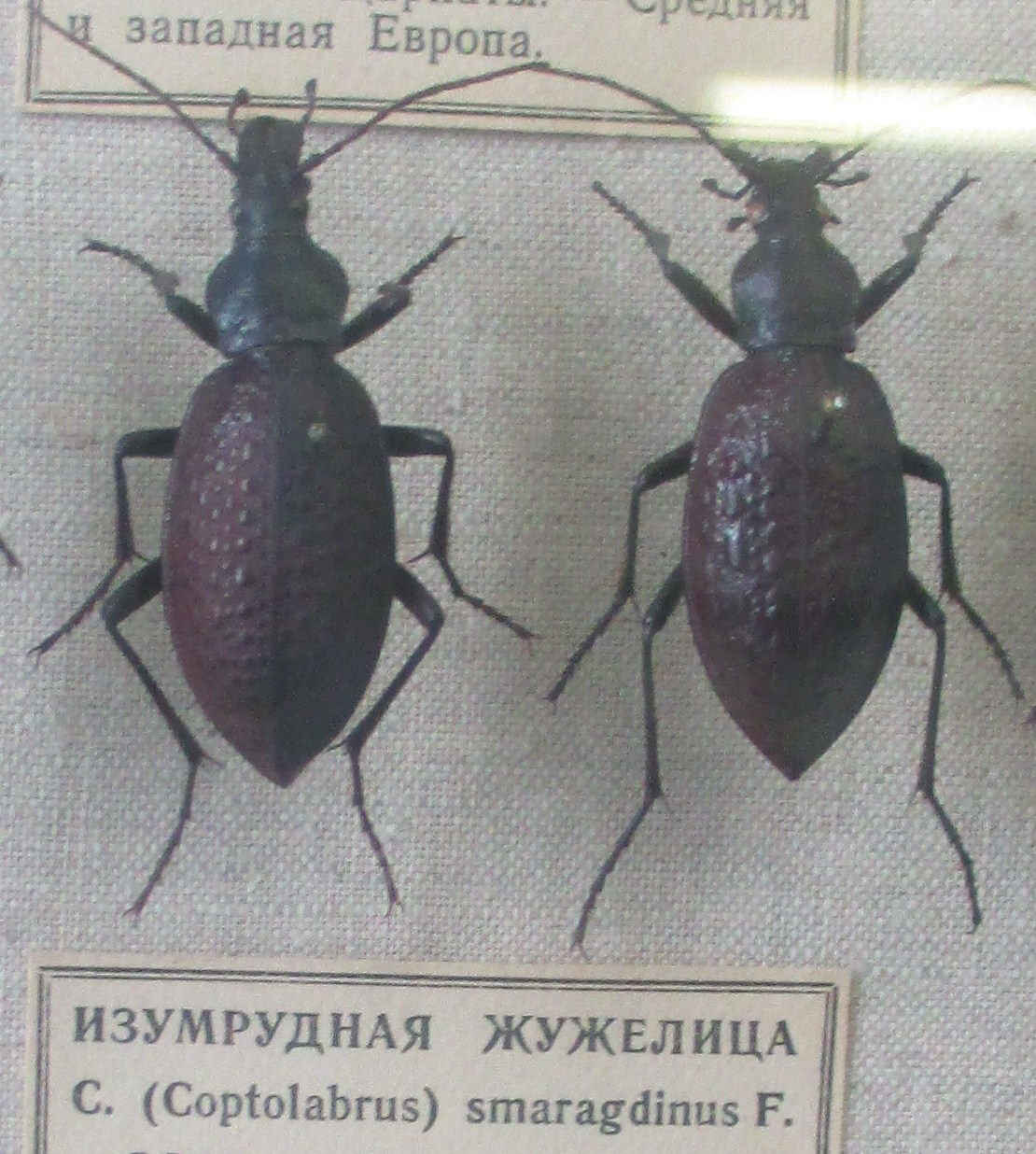
Carabus smaragdinus

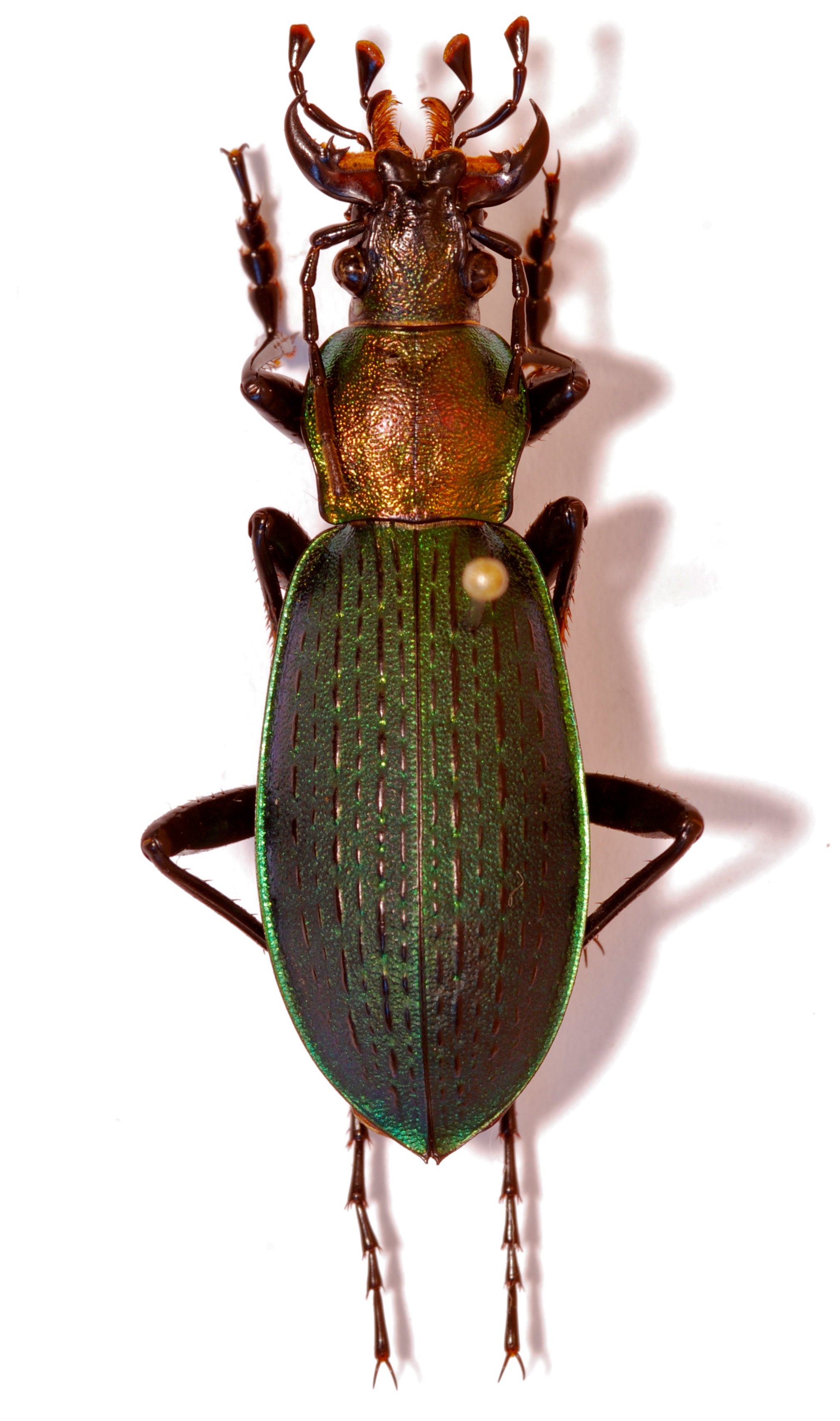
Carabus jankowskii

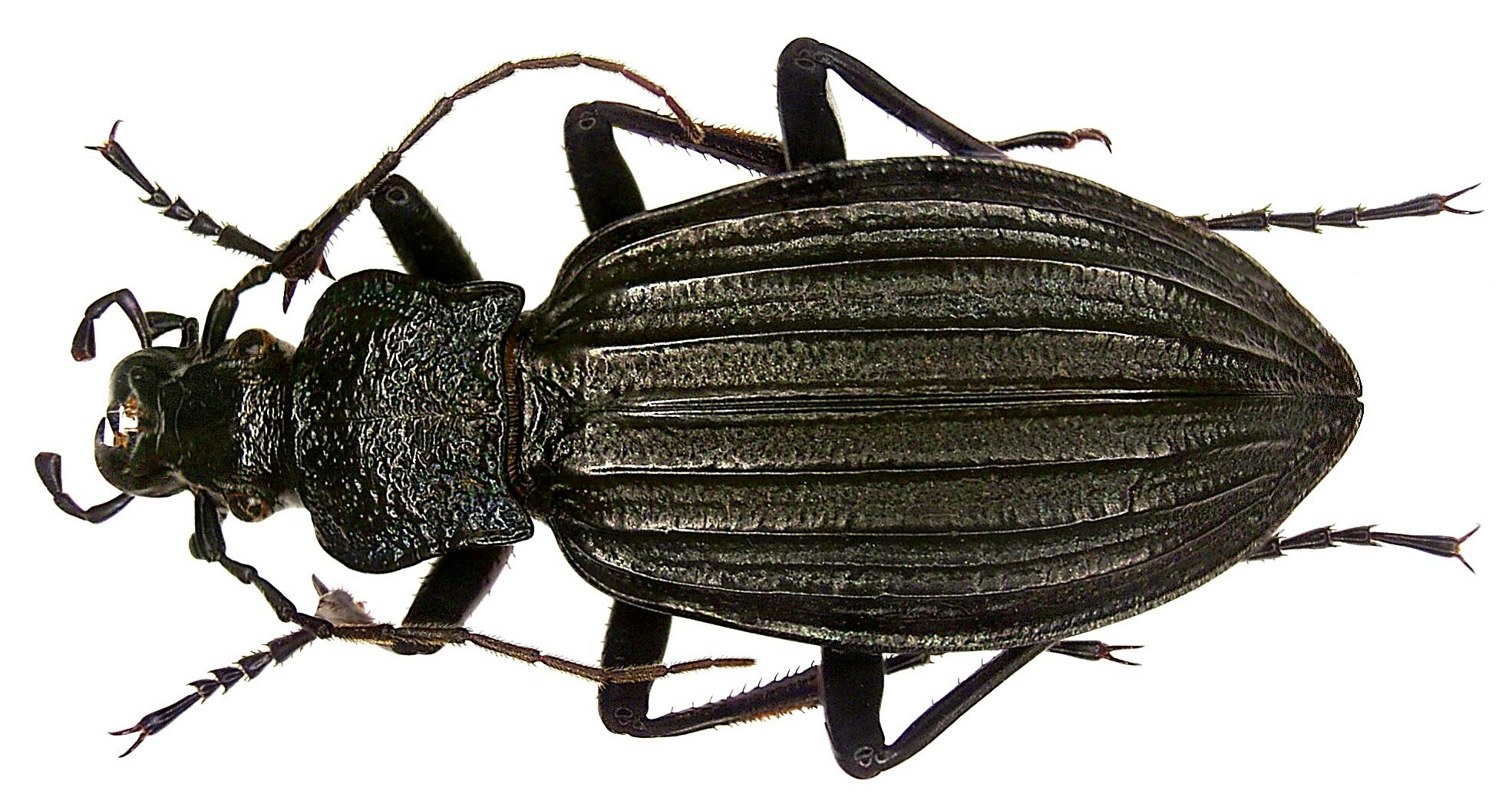
Carabus septemcarinatus

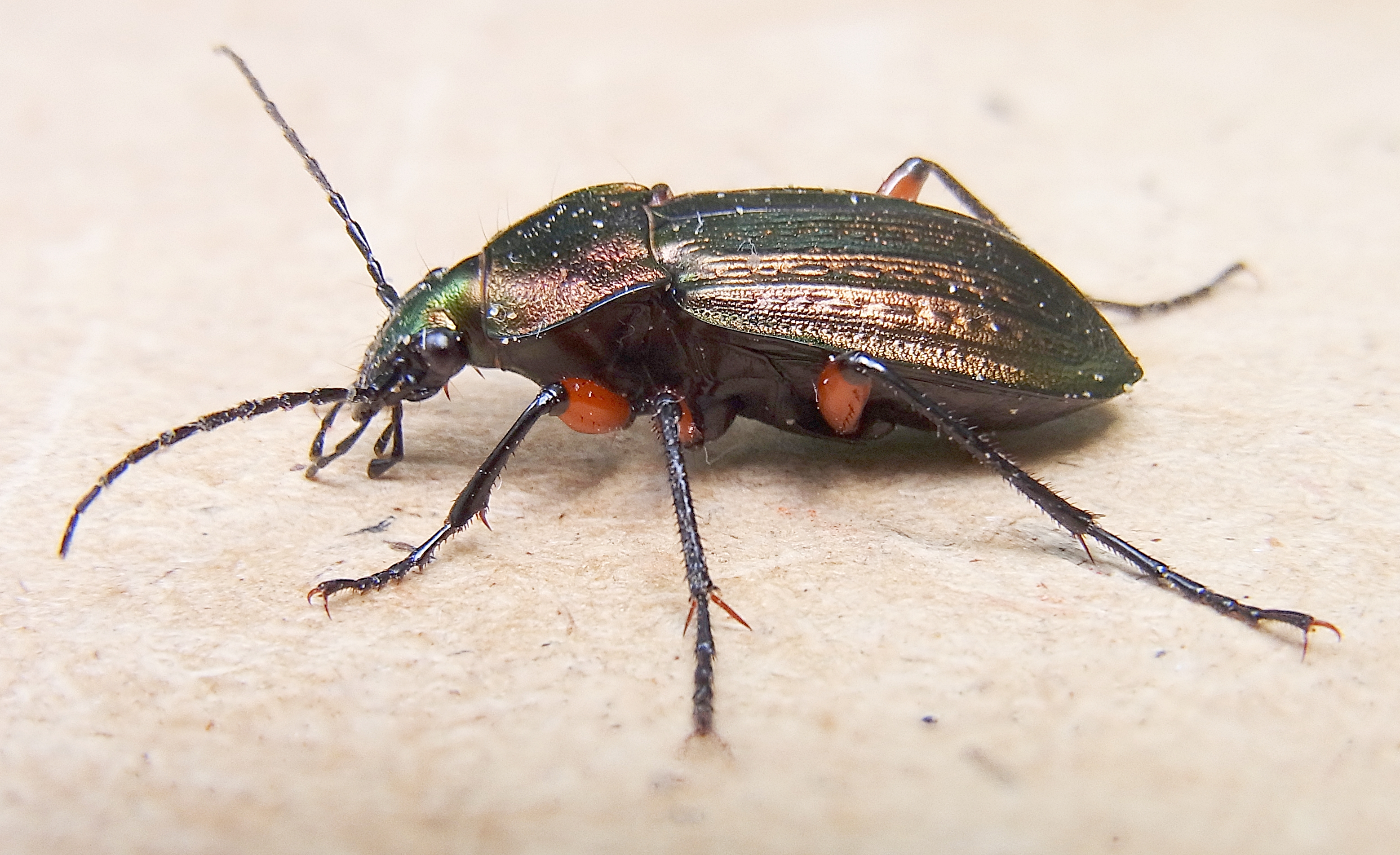
Biegacz polny

### Devue, 2004
W 2004 roku Thierry Deuve proponował następujący system, według którego do rodzaju tego należały 853 gatunki zgrupowane w 92 podrodzajach i 8 działach:
Spinulati Ishikawa
- Lepidospinulati Imura
  - Carabus (Limnocarabus) Gehin, 1876
  - Carabus (Euleptocarabus) Nakane, 1956
- Apotomopterogenici Imura
  - Carabus (Apotomopterus) Hope, 1838

Digitulati Deuve
- Carabus (Eurycarabus) Gehin, 1885
- Carabus (Nesaecarabus) Bedel, 1895
- Carabus (Carabus) Linnaeus, 1758
- Carabus (Archaeocarabus) Bengtsson, 1927
- Carabus (Isiocarabus) Reitter, 1896
- Carabus (Ohomopterus) Reitter, 1896
- Carabus (Acrocarabus) Lapouge, 1931

Lipastrimorphi Deuve
- Carabus (Morphocarabus) Gehin, 1885
- Carabus (Lipaster) Motschulsky, 1865
- Carabus (Mimocarabus) Gehin, 1885
- Carabus (Ophiocarabus) Reitter, 1896
- Carabus (Cryptocarabus) Reitter, 1896
- Carabus (Cyclocarabus) Reitter, 1896

Archicarabomorphi Deuve
- Carabus (Archicarabus) Seidlitz, 1887
- Carabus (Ischnocarabus) Kraatz, 1877
- Carabus (Gnathocarabus) Deuve, 1991

Tachypogenici Imura
- Carabus (Tachypus) Weber, 1801

Metacarabi Bengtsson
- Cathopliogenici Imura
  - Carabus (Cathoplius) Thomson, 1875
- Crenolimbi Reitter
  - Carabus (Homoeocarabus) Reitter, 1896
  - Carabus (Hemicarabus) Gehin, 1885
- Multistriati Reitter
  - Latipalpi Reitter
    - Carabus (Stephanocarabus) Imura, 1995
    - Carabus (Scambocarabus) Reitter, 1896
    - Carabus (Tomocarabus) Reitter, 1896
    - Carabus (Semnocarabus) Reitter, 1896
    - Carabus (Ulocarabus) Reitter, 1896
    - Carabus (Tanaocarabus) Reitter, 1896
    - Carabus (Carpatophilus) Reitter, 1896

  - Oreocaraboides Deuve
    - Carabus (Aulonocarabus) Reitter, 1896
    - Carabus (Leptocarabus) Gehin, 1885
    - Carabus (Pachystus) Motschulsky, 1865
    - Carabus (Oreocarabus) Gehin, 1876
    - Carabus (Rhigocarabus) Reitter, 1896
    - Carabus (Meganebrius) Kraatz, 1895
    - Carabus (Pachycarabus) Gehin, 1876
    - Carabus (Mesocarabus) Thomson, 1875

Arcifera Imura
- Carabus (Ctenocarabus) Thomson, 1875
- Carabus (Hygrocarabus) Thomson, 1875
- Carabus (Platycarabus) Morawitz, 1886
- Carabus (Chaetocarabus) Thomson, 1875
- Carabus (Heterocarabus) Morawitz, 1886

Neocarabi Bengtsson

- Carabus (Microplectes) Reitter, 1896
- Carabus (Sphodristocarabus) Morawitz, 1886
- Carabus (Cechenochilus) Motschulsky, 1850
- Carabus (Tribax) Fischer, 1817
- Carabus (Pagocarabus) Gehin, 1885
- Carabus (Aristocarabus) Semenov, 1896
- Carabus (Neoplesius) Reitter, 1896
- Carabus (Cupreocarabus) Deuve, 1997
- Carabus (Pseudocranion) Reitter, 1896
- Carabus (Shunichiocarabus) Imura, 1995
- Carabus (Eccoptolabrus) Semenov, 1898
- Carabus (Megodontoides) Deuve, 1991
- Carabus (Calocarabus) Semenov, 1887
- Carabus (Cratocechenodes) Deuve, 2003
- Carabus (Eotribax) Semenov, 1896
- Carabus (Leptoplesius) Reitter, 1896
- Carabus (Alipaster) Reitter, 1896
- Carabus (Cratocarabus) Reitter, 1896
- Carabus (Cechenotribax) Semenov et Znojko, 1932
- Carabus (Cratocephalus) Kirsch, 1857
- Carabus (Cratocechenus) Reitter, 1896
- Carabus (Cratophyrtus) Kirsch, 1857
- Carabus (Pantophyrtus) Thieme, 1881
- Carabus (Oxycarabus) Semenov, 1898
- Carabus (Chaetomelas)
- Carabus (Procrustes) Bonelli, 1809
- Carabus (Lamprostus) Motschulsky, 1865
- Carabus (Apoplesius) Deuve, 1990
- Carabus (Deroplectes) Reitter, 1895
- Carabus (Imaibius) Bates, 1889
- Carabus (Pseudocoptolabrus) Reitter, 1896
- Carabus (Damaster) Kollar, 1836
- Carabus (Cathaicus) Bates, 1870
- Carabus (Eupachys) Chaudoir, 1857
- Carabus (Acathaicus) Reitter, 1896
- Carabus (Acoptolabrus) Morawitz, 1886
- Carabus (Fulgenticarabus) Deuve et Li, 1998
- Carabus (Megodontus) Solier, 1848
- Carabus (Procerus) Dejean, 1828
- Carabus (Iniopachus) Solier, 1848
- Carabus (Chrysocarabus) Thomson, 1875
- Carabus (Macrothorax) Desmarest, 1850
- Carabus (Relictocarabus) Ledoux, 1984
- Carabus (Axinocarabus) Morawitz, 1886
- Carabus (Goniocarabus) Gehin, 1885
- Carabus (Cychrostomus) Reitter, 1896
- Carabus (Teratocarabus) Semenov et Znojko, 1932
- Carabus (Cephalornis) Semenov, 1889

### A. Anichtchenko et al., 2014
W 2014 roku baza Carabidae of the World podaje 98 podrodzajów i 5 gatunków nie przypisanych do żadnego z nich, a w sumie 894 gatunki.
- Carabus (Acathaicus) Reitter, 1896
- Carabus (Acoptolabrus) Morawitz, 1886
- Carabus (Acrocarabus) Lapouge, 1931
- Carabus (Alipaster) Reitter, 1896
- Carabus (Apoplesius) Deuve, 1990
- Carabus (Apotomopterus) Hope, 1838
- Carabus (Archicarabus) Seidlitz, 1887
- Carabus (Aristocarabus) Semenov, 1896
- Carabus (Aulonocarabus) Reitter, 1896
- Carabus (Axinocarabus) Morawitz, 1886
- Carabus (Calocarabus) Semenov, 1887
- Carabus (Carabus) Linnaeus, 1758
- Carabus (Cathaicus) Bates, 1870
- Carabus (Cathoplius) Thomson, 1875
- Carabus (Cechenochilus) Motschulsky, 1850
- Carabus (Cechenotribax) Semenov et Znojko, 1932
- Carabus (Cephalornis) Semenov, 1889
- Carabus (Chaetocarabus) Thomson, 1875
- Carabus (Chrysocarabus) Thomson, 1875
- Carabus (Coptolabrodes) Brezina et Imura, 1997
- Carabus (Coptolabrus) Solier, 1848
- Carabus (Cratocarabus) Reitter, 1896
- Carabus (Cratocechenus) Reitter, 1896
- Carabus (Cratocephalus) Kirsch, 1857
- Carabus (Cratophyrtus) Reitter, 1896
- Carabus (Cryptocarabus) Reitter, 1896
- Carabus (Cryptocechenus) Semenov, 1898
- Carabus (Ctenocarabus) Thomson, 1875
- Carabus (Cupreocarabus) Deuve, 1997
- Carabus (Cychrostomus) Reitter, 1896
- Carabus (Cyclocarabus) Reitter, 1896
- Carabus (Damaster) Kollar, 1836
- Carabus (Deroplectes) Reitter, 1895
- Carabus (Diocarabus) Reitter, 1896
- Carabus (Eccoptolabrus) Semenov, 1898
- Carabus (Eocechenus) Semenov et Znojko, 1932
- Carabus (Eotribax) Semenov, 1896
- Carabus (Eucarabus) Gehin, 1885
- Carabus (Euleptocarabus) Nakane, 1956
- Carabus (Eupachys) Chaudoir, 1857
- Carabus (Eurycarabus) Gehin, 1885
- Carabus (Fulgenticarabus) Deuve et Li, 1998
- Carabus (Gnathocarabus) Deuve, 1991
- Carabus (Goniocarabus) Gehin, 1885
- Carabus (Hemicarabus) Gehin, 1885
- Carabus (Heterocarabus) Morawitz, 1886
- Carabus (Homoeocarabus) Reitter, 1896
- Carabus (Hygrocarabus) Thomson, 1875
- Carabus (Imaibius) Bates, 1889
- Carabus (Iniopachus) Solier, 1848
- Carabus (Ischnocarabus) Kraatz, 1877
- Carabus (Isiocarabus) Reitter, 1896
- Carabus (Lamprostus) Motschulsky, 1865
- Carabus (Lasiocoptolabrus) Imura, 1993
- Carabus (Leptocarabus) Gehin, 1885
- Carabus (Leptoplesius) Reitter, 1896
- Carabus (Limnocarabus) Gehin, 1876
- Carabus (Lipaster) Motschulsky, 1865
- Carabus (Macrothorax) Desmarest, 1850
- Carabus (Meganebrius) Kraatz, 1895
- Carabus (Megodontoides) Deuve, 1991
- Carabus (Megodontus) Solier, 1848
- Carabus (Mesocarabus) Thomson, 1875
- Carabus (Microplectes) Reitter, 1896
- Carabus (Mimocarabus) Gehin, 1885
- Carabus (Morphocarabus) Gehin, 1885
- Carabus (Neoplectes) Reitter, 1885
- Carabus (Nesaeocarabus) Bedel, 1895
- Carabus (Ohomopterus) Reitter, 1896
- Carabus (Ophiocarabus) Reitter, 1896
- Carabus (Oreocarabus) Gehin, 1876
- Carabus (Orinocarabus) Kraatz, 1878
- Carabus (Oxycarabus) Semenov, 1898
- Carabus (Pachycarabus) Gehin, 1876
- Carabus (Pachystus) Motschulsky, 1865
- Carabus (Pagocarabus) Morawitz, 1886
- Carabus (Pantophyrtus) Thieme, 1881
- Carabus (Platycarabus) Morawitz, 1886
- Carabus (Procerus) Dejean, 1828
- Carabus (Procrustes) Bonelli, 1809
- Carabus (Pseudocoptolabrus) Reitter, 1896
- Carabus (Pseudocranion) Reitter, 1896
- Carabus (Pseudotribax) Kraatz, 1884
- Carabus (Relictocarabus) Ledoux, 1984
- Carabus (Rhigocarabus) Reitter, 1896
- Carabus (Scambocarabus) Reitter, 1896
- Carabus (Semnocarabus) Reitter, 1896
- Carabus (Shenocoptolabrus) Imura, Zhou et Su, 1999
- Carabus (Shunichiocarabus) Imura, 1995
- Carabus (Sphodristocarabus) Gehin, 1885
- Carabus (Stephanocarabus) Imura, 1995
- Carabus (Tachypus) Weber, 1801
- Carabus (Tanaocarabus) Reitter, 1896
- Carabus (Teratocarabus) Semenov et Znojko, 1932
- Carabus (Tomocarabus) Reitter, 1896
- Carabus (Trachycarabus) Gehin, 1885
- Carabus (Tribax) Fischer, 1817
- Carabus (Ulocarabus) Reitter, 1896

Gatunki incertae sedis:
- †Carabus foveolatus Piton, 1935
- †Carabus jeffersoni Scudder, 1900
- †Carabus mecothoracus Zhang, 1989
- †Carabus neli Deuve, 1998
- †Carabus novalensis (Omboni, 1886)